# Riehl (Köln)
Riehl ist ein Stadtteil im linksrheinischen Norden von Köln.

## Geografie
Die Grenzen des Stadtteils Riehl bilden im Süden die Innere Kanalstraße, im Osten der Rhein, im Norden die KVB-Trasse der Gürtelbahn und im Westen die Amsterdamer Straße (wobei Teile der Bebauung westlich der Amsterdamer Straße, vor allem um das Kinderkrankenhaus, noch zu Riehl gehören). Die angrenzenden Stadtteile sind Neustadt-Nord im Süden, Nippes im Westen und Niehl im Norden. Mehr als ein Viertel der Riehler Fläche sind Park- und Grünanlagen.

## Geschichte

### Besiedlung bis zum 19. Jahrhundert
Das 972 erstmals urkundlich erwähnte Riehl war bis zum Ende des 19. Jahrhunderts eine ländlich geprägte Ansiedlung. Im 13. Jahrhundert bildete ein 1244 urkundlich erwähnter Fronhof den Mittelpunkt des Riehler Lehens, das auch Sitz des ritterlichen Geschlechts der Schilling von Rile war. Möglicherweise hat auch das zum Orden der Zisterzienserinnen gehörende Kloster Mariengarten als „conventus de Rile“ seinen Ursprung in Riehl. Am 15. August 1357 vereinbarten der Kölner Erzbischof Wilhelm von Gennep, Herzog Wilhelm II. von Jülich und die Städte Köln und Aachen, in der Burg Riehl eine gemeinsame Silbermünze schlagen zu lassen; die Burg fungierte nunmehr als kurkölnische erzbischöfliche Münzprägestätte und lag in Köln-Riehl auf der heutigen Straße An der Münze am Rheinufer. Von ihr ist bekannt, dass sie vom 18. Mai 1463 bis zum 3. März 1464 insgesamt 146300 Münzen herstellte. Die fürstbischöfliche Münze prägte über 130 Münzarten. Ein nachfolgendes Hochwasser beschädigte 1464 die Burg und die Höfe so stark, dass sie das Prägewesen einstellte. Die restlichen Mauern wurden von Kölner Truppen im Verlauf der Kölner Stiftsfehde niedergelegt, um dem aus Neuss anrückenden Feind keinen Stützpunkt vor der Stadt zu bieten.
Riehl blieb hochwassergefährdet und entwickelte sich in den folgenden drei Jahrhunderten nur langsam. Es entstanden mehrere Höfe und ein Siechenhaus zur Versorgung von Leprakranken. Die beiden Hochwasser von 1784 und 1788 richteten abermals sehr schwere Schäden an. Während der französischen Herrschaft zwischen 1798 und 1814 gehörte Riehl zur „mairie de Longerich“. In der Schlacht bei Riehl am 3. Januar 1814 scheiterte der Versuch des preußischen Garde-Jäger-Bataillons unter Führung des Majors Ferdinand Wilhelm Franz Bolstern von Boltenstern, die französischen Truppen zu vertreiben. Boltenstern wurde auf dem Rückzug tödlich verwundet.  Erst am 14. Januar 1814 verließen die französischen Truppen Köln, Riehl wurde Bestandteil Preußens und gehörte bis 1886 zur preußischen Bürgermeisterei Longerich. Am 1. April 1888 wurde Riehl mit Nippes nach Köln eingemeindet.

### Die Goldene Ecke von Köln

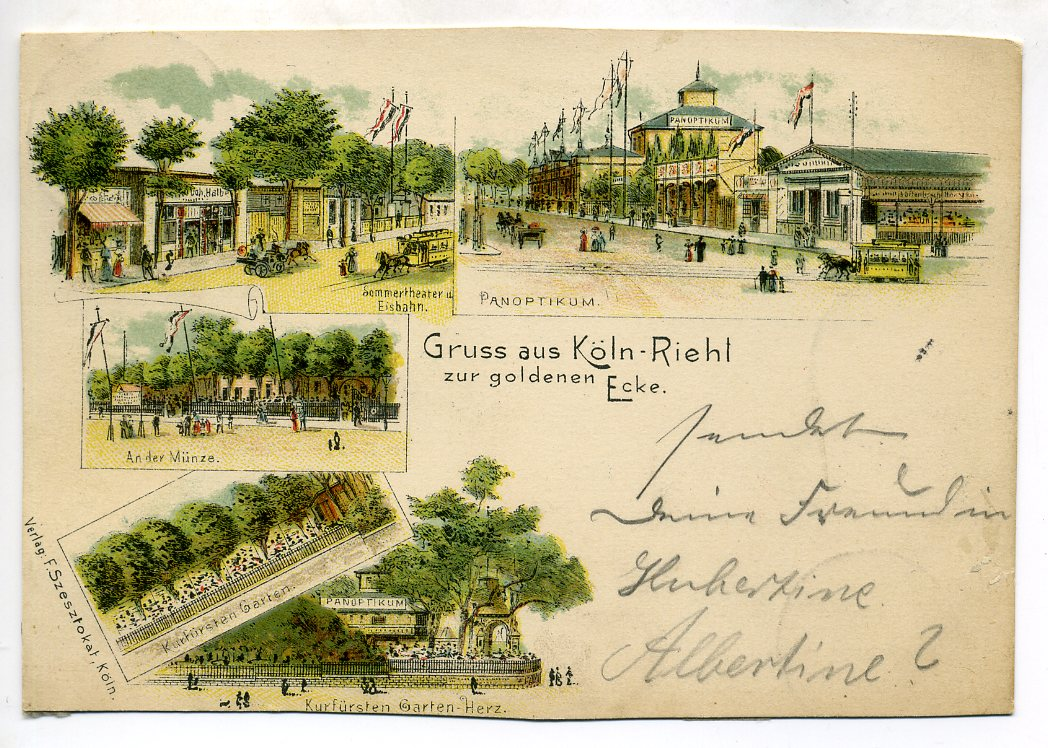
Die goldene Ecke: Riehl 1899

Kurfürstengarten am Rheinufer um 1900

Auf der der Kölner Stadtbefestigung vorgelagerten freien Fläche, dem Rayon, entwickelte sich am Rheinufer ab Mitte des 19. Jahrhunderts das Kölner Vergnügungsviertel. Dieses Gelände wurde auf Stadtkarten „die Goldene Ecke von Köln“ genannt und hieß im Volksmund „de jolde Spetz“ (Die goldene Spitze); an schönen Sonntagen wurde es von mehr als 50.000 Gästen besucht. Zu den Besuchszielen zählten großzügige Garten- und Tanzlokale (ab 1830), der „altkölnische Festplatz“ (1845 bis 1929), der Zoo (ab 1860), die Flora (ab 1864), mehrere Sommertheater (1865 bis 1919), das „Riehler Ballhaus“ (1869 bis 1943), ein Panoptikum (1887 bis 1935), die Radrennbahn (1889 bis 1955), das Freibad Rheinlust (1902 bis 1986), der sogenannte „Amerikanische Vergnügungspark / Luna Park“ (1909 bis 1928) und der Botanische Garten (ab 1914).
Wegen der militärischen Vorgaben mussten alle Bauwerke aus Holz errichtet werden; diese sind daher heute vollständig verschwunden. Einzig das erste aller Ausflugslokale, das 1830 eingerichtete „Wattler's Fischerhaus“ wurde 1955 in Stein neu errichtet und besteht, heute mit neuem Namen unter der Zoo-Brücke am Konrad-Adenauer-Ufer, weiterhin.
Der „Luna Park“ wurde 1928 abgebrochen, da die aus Holz errichteten Gebäude nicht mehr den Anforderungen an vorbeugenden Brandschutz genügten. Die Fläche wurde in den inneren Grüngürtel der Stadt eingebunden; heute ist ein Teil davon als Skulpturenpark genutzt. Die Bemühungen, im Zuge der Bundesgartenschau 1971 mit einem „Kölner Tivoli“ an die alte Vergnügungspark-Tradition in Riehl anzuknüpfen, scheiterten nach wenigen Jahren. Die Anlage zwischen Mülheimer Brücke und dem Cranach-Wäldchen wurde wegen ihrer dezentralen Lage und der hohen Preise nicht von der Bevölkerung angenommen und meldete 1975 Konkurs an.

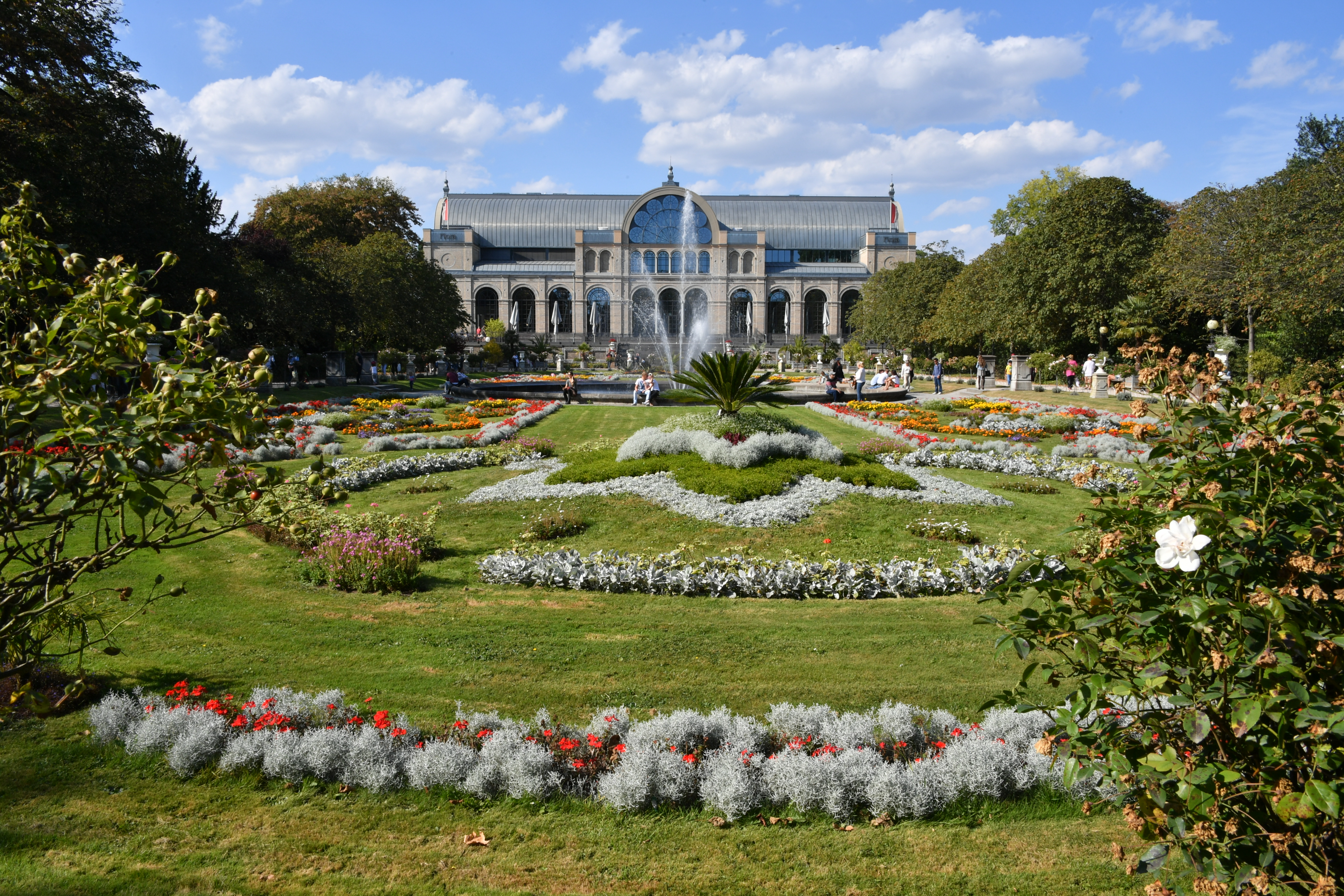
Palastartig: Flora mit Blumenteppich (Parterre)

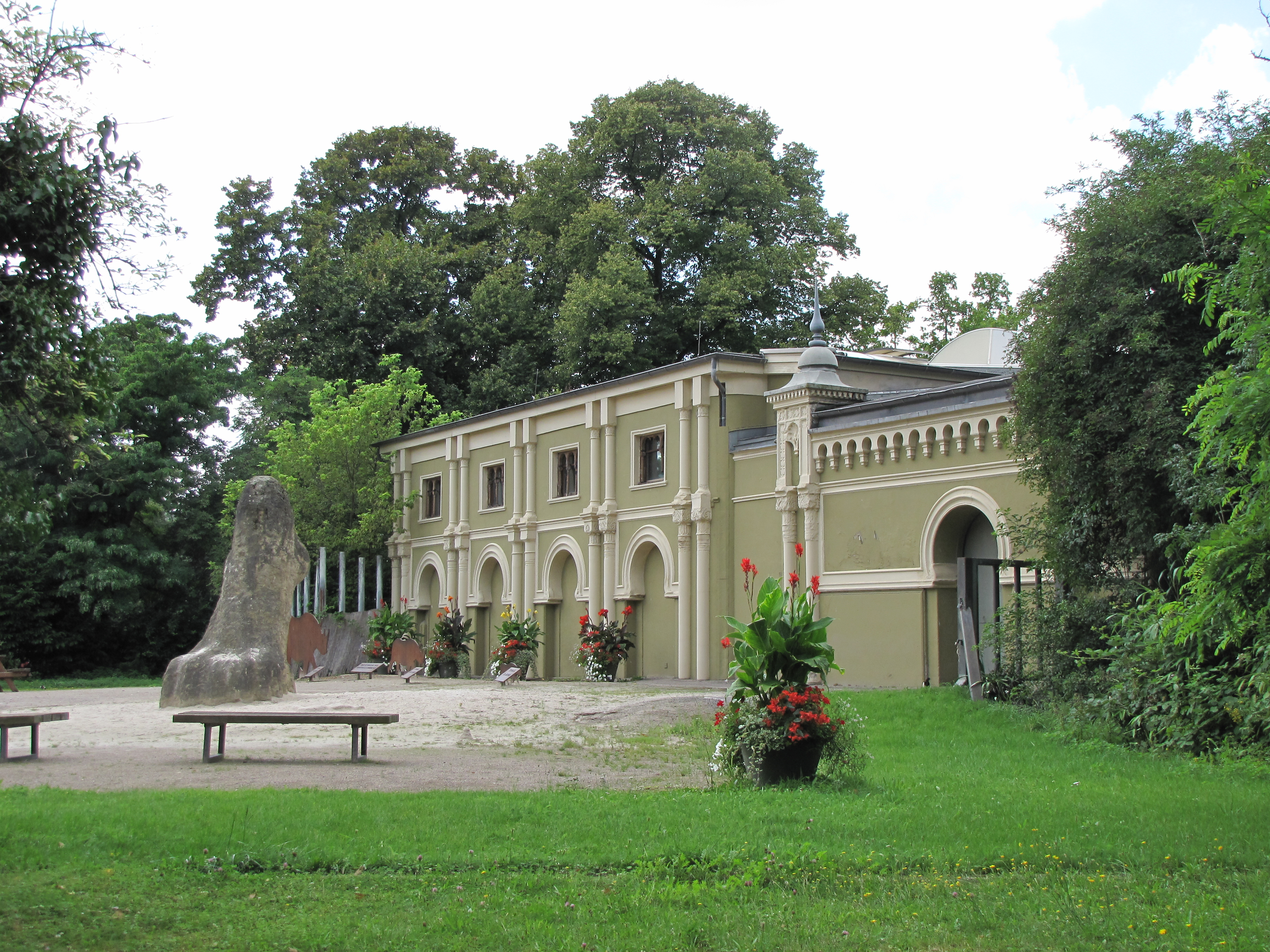
Maurisch-Indisch: Das Antilopenhaus im Zoo (1863/1874)

Dagegen prägen der Kölner Zoo, die Flora und der Botanische Garten den Charakter Riehls als einer durchgrünten Gartenstadt bis heute wesentlich. Die Gartenanlage der Flora wurde 1864 nach den Plänen des preußischen Gartenarchitekten Peter Joseph Lenné angelegt; 1920 wurde der angrenzende Botanische Garten mit der Flora verbunden. Der Kölner Zoo ist in den über 150 Jahren seines Bestehens mehrfach deutlich erweitert worden und mit einer Fläche von 20 Hektar heute viermal so groß wie bei seiner Gründung. Die ältesten Gebäude in Riehl finden sich daher auch in Zoo und Flora: die klassizistische Direktorenvilla im Zoo (1859/60), das ehemalige Antilopen- und Elefantenhaus mit maurisch-indischen Architekturanleihen (1863) und das palastartige Palmenhaus in der Flora (1863), das in seiner Grundform vom Londoner Kristallpalast inspiriert und von 2011 bis Sommer 2014 aufwändig restauriert wurde.

### Exerzierplatz und Kasernenstadt

Riehl 1899: Flora, Zoo und Exerzierplatz Mülheimer Heide

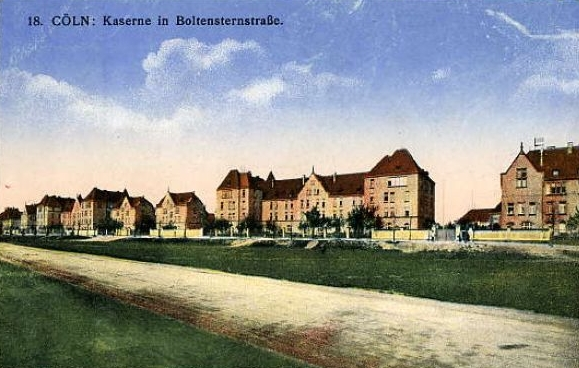
Kasernenstadt: Mülheimer Heide um 1915

Das Gelände am Rheinbogen, die sogenannte Mülheimer Heide, nutzte das preußische Militär seit 1818 als Exerzierplatz. 1844 richtete die Armee auf der Fläche auch die ersten Schießstände ein, bis 1896 wurden es insgesamt 26. Die verirrten Kugeln streuten über den Rhein bis nach Mülheim. Da sich die Bevölkerung beschwerte, ließ der Kölner Gouverneur Ludwig von Cranach im Jahre 1878 Schwarzpappeln als Kugelfang anpflanzen. Diese Grünfläche heißt bis heute Cranach-Wäldchen.
Bis zum Ersten Weltkrieg wurde Riehl zu einem der größten Militärstandorte Kölns: insgesamt wurden zwischen 1893 und 1914 fünf Kasernen gebaut, in denen über 2.900 Soldaten stationiert waren, denen lediglich 2.150 zivile Anwohner gegenüberstanden. Die Barbara-Kaserne (1893–1895) wurde an der Amsterdamer Straße/Barbarastraße errichtet. Die Gebäude wurden nach dem Zweiten Weltkrieg vollständig abgetragen; seit Juni 1984 ist auf dem Gelände das Bundesverwaltungsamt angesiedelt. Die Fischerkaserne, in den Jahren 1899 bis 1901 an der Barbarastraße gebaut, ist bis heute erhalten und wird als Gewerbegelände genutzt. Die sogenannte Kasernenstadt auf der Mülheimer Heide wurde kurz vor dem Ersten Weltkrieg angelegt. Dazu gehörten an der Boltensternstraße die Infanteriekaserne (1909–1912) und die Pionierkaserne (1907/08) sowie die Kasernen an der Slabystraße (1913/14). Insgesamt entstanden 60 Gebäude. Seit 1926 werden sie von den Riehler Heimstätten genutzt.

### Riehl wird zum Stadtteil
Da der historische Siedlungskern Riehls an der Frohngasse mit den Anlagen des Vergnügungsviertels bebaut worden war, bildete sich der neue Ortskern rund einen Kilometer rheinaufwärts. Die Siedlung entwickelte sich zwischen 1900 und 1930 zum Stadtteil: Um die Jahrhundertwende zählte Riehl rund 900 zivile Einwohner, 30 Jahre später über 14.000.
1874 begannen die Vorarbeiten für die neue Bebauung Riehls, die besser vor den Rheinhochwassern geschützt werden sollte. Der Bauunternehmer Steinbüchel ließ dazu das Gelände um rund 2 Meter mit Rheinkies aufschütten. Für den seit 1888 zur Stadt Köln gehörenden Ort entwickelte der Stadtbaumeister Josef Stübben im Jahre 1893 einen Fluchtlinienplan. Bis zur Jahrhundertwende entstand eine geschlossene Bebauung an der Stammheimer Straße und der Hittorfstraße. 1897 wurde an der Ecke Stammheimer Straße/Riehler Gürtel die erste katholische Kirche in Riehl, die Notkirche St. Engelbert nach Plänen von Heinrich Krings erbaut; sechs Jahre darauf wurde Riehl zur Pfarrei erhoben. Das Kirchengebäude wurde im Zweiten Weltkrieg zerstört.
1902 entstand an der Stammheimer Straße die von Eduard Endler entworfene sogenannte Straßenbahnersiedlung, eines der ersten Beispiele für den kommunalen Mietwohnungsbau in Köln. Sie war für kinderreiche Familien von Straßenbahnbediensteten gedacht, die im nahen, von 1889 bis 1956 an der Riehler Straße gelegenen Bahndepot tätig waren. Die Siedlung im Heimatstil städtischer Prägung mit 66 Wohneinheiten erinnert im Grundriss an ein Palais und zeigte ursprünglich einen reichen Fassadenschmuck.

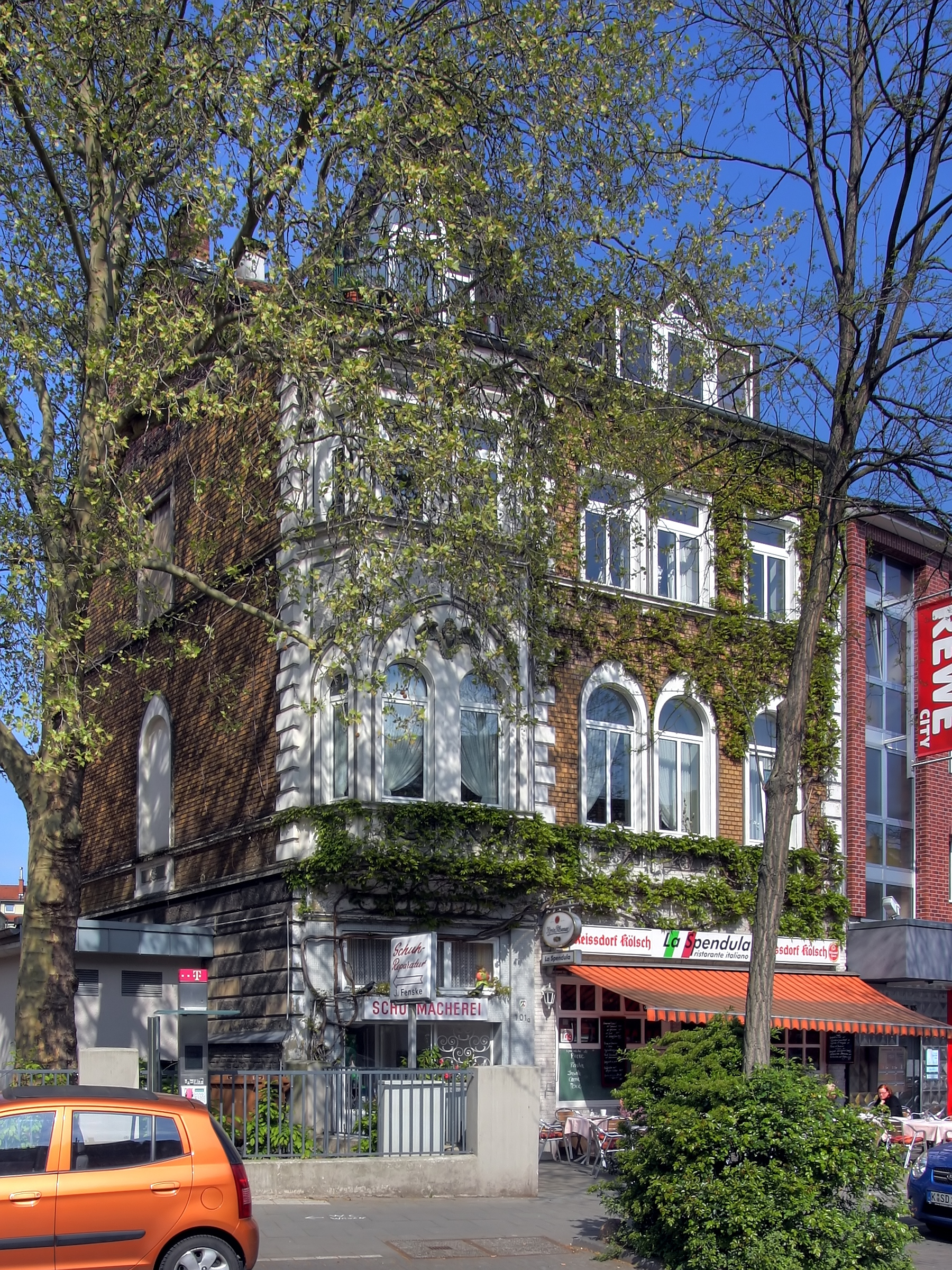
Ortskern Stammheimer Straße (um 1900)
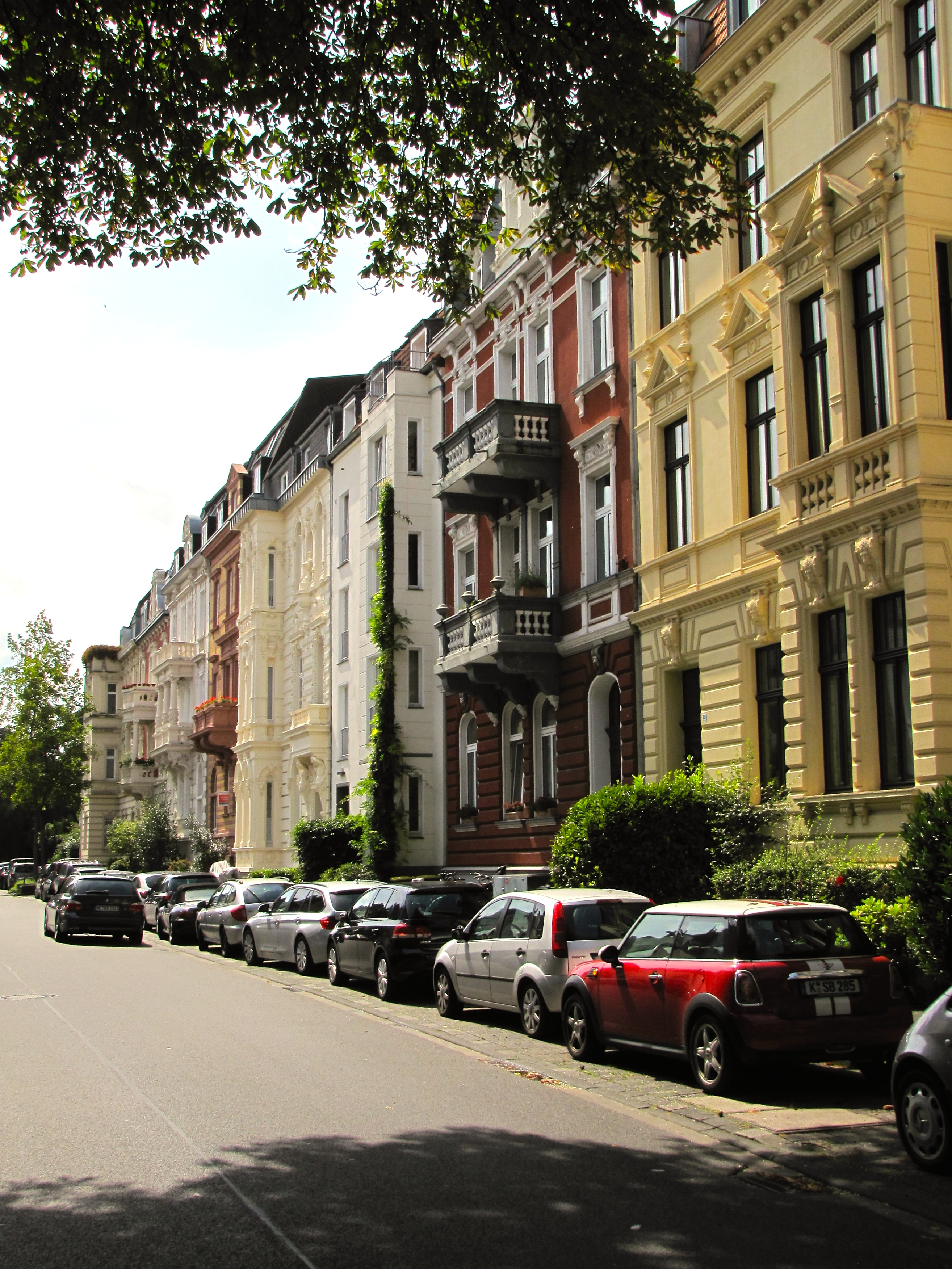
Historismus zwischen Zoo und Flora (um 1890)
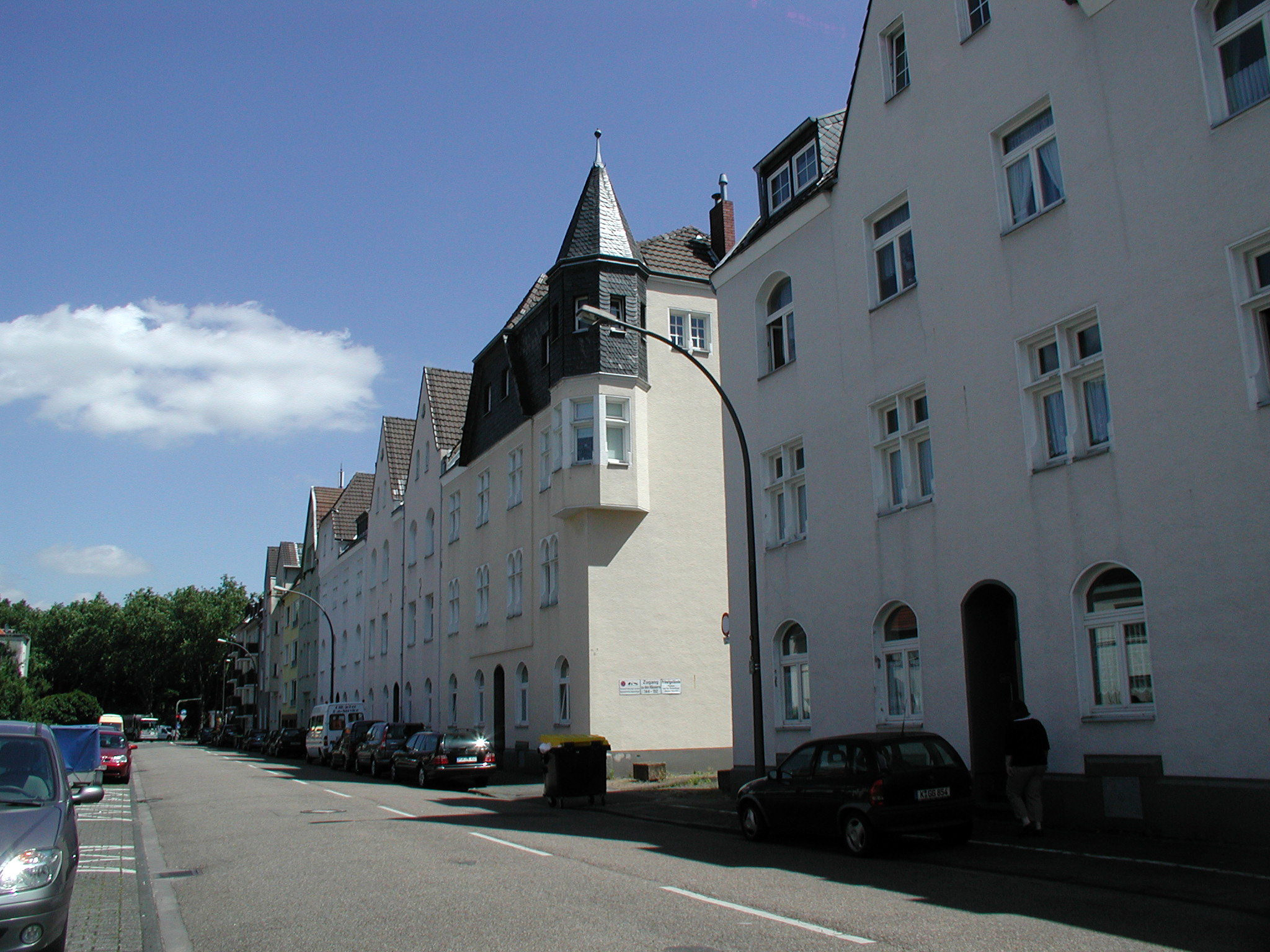
Straßenbahnersiedlung (1902)
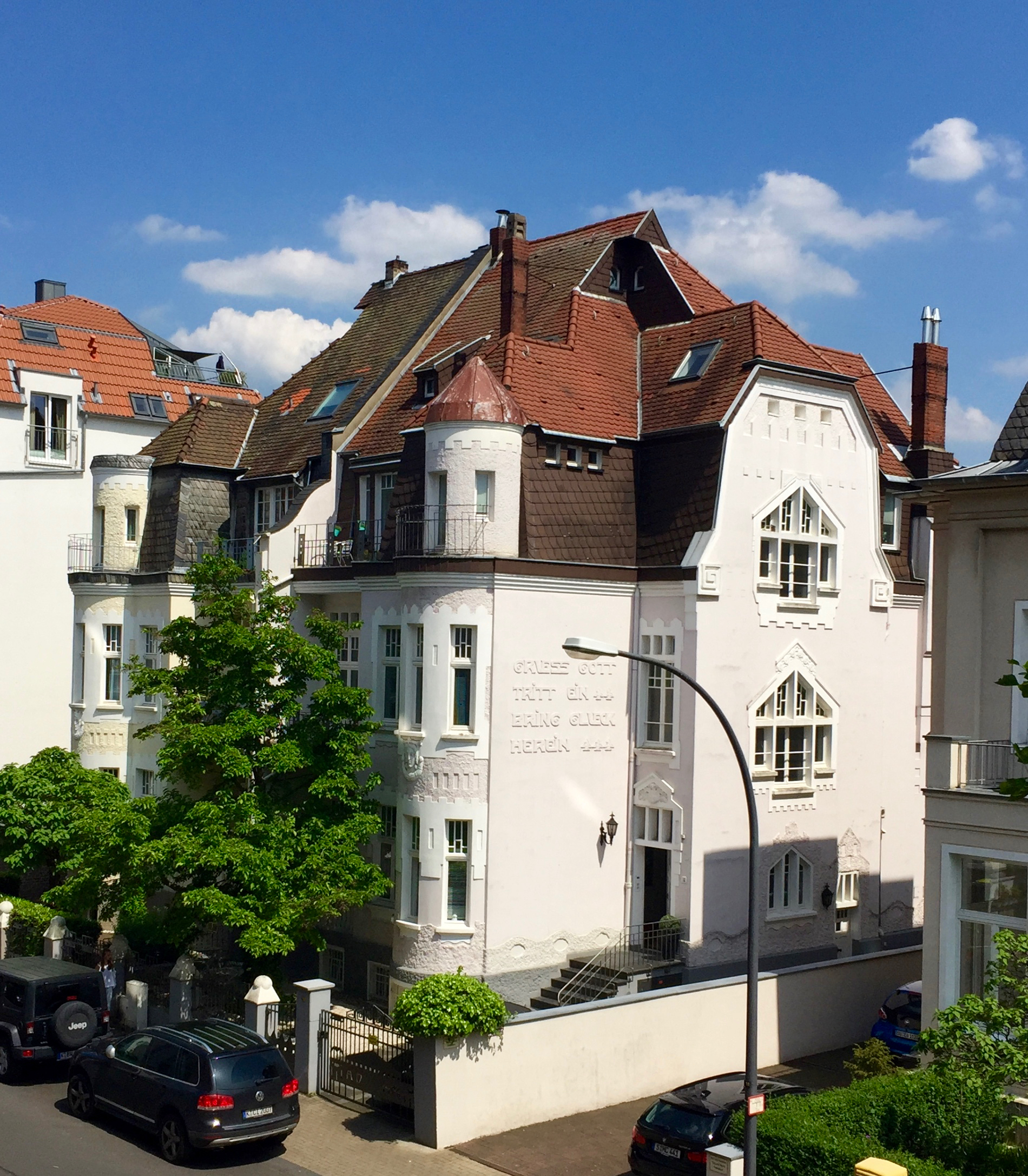
Jugendstil-Villa am Zoo (1906)
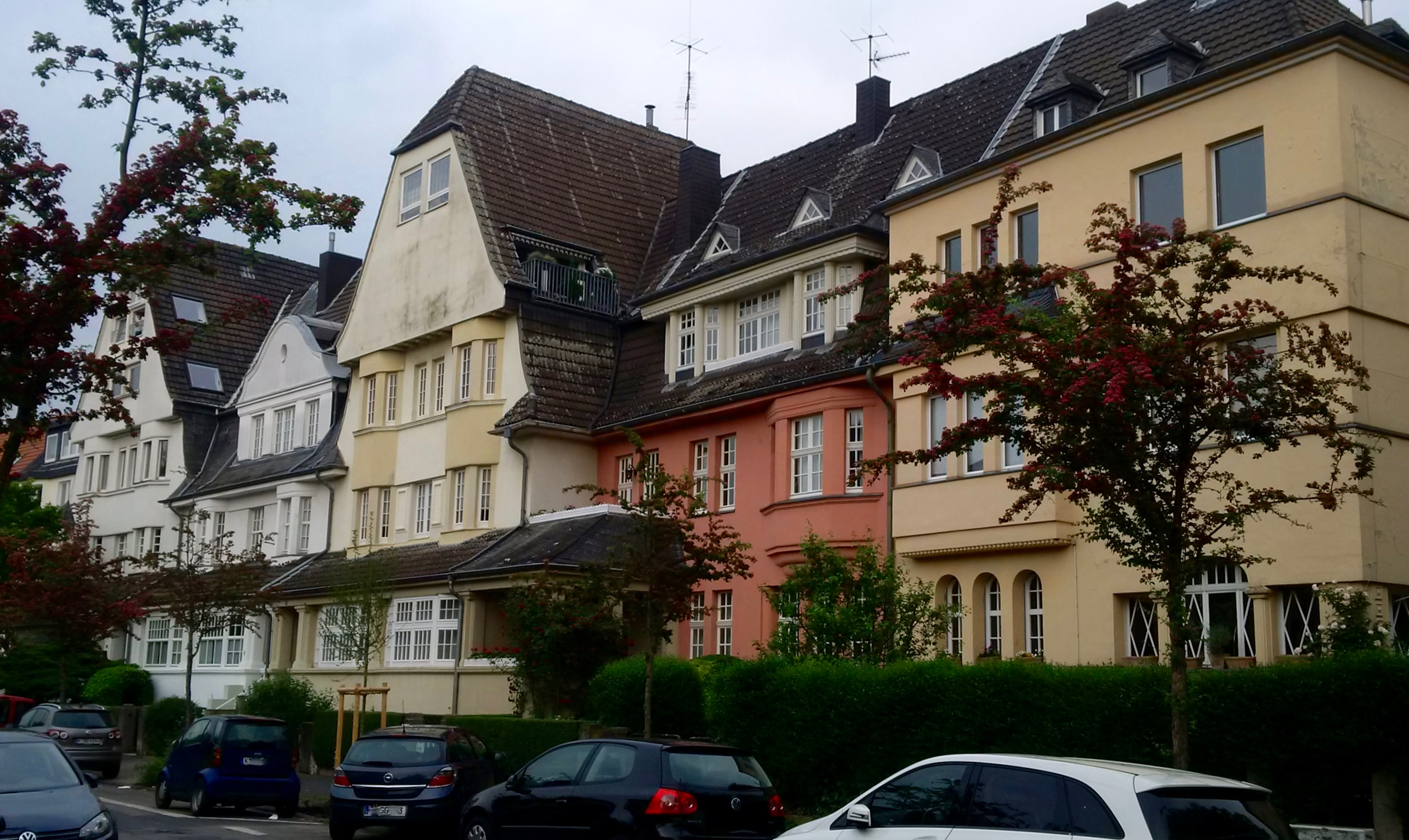
Heimatstil am Botanischen Garten (1912/13)

Als 1914 der Botanische Garten angelegt wurde, zeichnete Stadtbaumeister Carl Rehorst für Riehl einen vollständig neuen Fluchtlinienplan nach dem Konzept der Gartenstadt. Er ersetzte das noch aus der Planung von Josef Stübben stammende sternförmige Straßenraster durch ein organisch unregelmäßiges. Diese gekurvte Straßenführung definiert das Riehler Ortsbild bis in die Gegenwart.
Nach dem Ende des Ersten Weltkriegs rückten britische Besatzungstruppen in Riehl ein. Das Waffenstillstandsabkommen von 1918 sah vor, dass das Rheinland entmilitarisiert und der Großraum Köln von Soldaten der britischen Armee besetzt wurde. Die Kasernen in Riehl wurden daher aufgelassen und von rund 3.500 britischen Soldaten bezogen. Für die höheren britischen Dienstgrade und ihre Familien wurde die Stadt Köln verpflichtet, von 1919 bis 1925 mehr als 110 Häuser in der Gartenstadt zwischen dem Botanischen Garten und dem Riehler Gürtel zu errichten. Die Gebäude für die Offiziere erhielten einen vornehmen, der englischen Lebensweise entsprechenden Stil; die niederen Ränge bezogen die in architektonischem Expressionismus dekorierten Mietshauszeilen am Riehler Gürtel. Das so entstandene Villenviertel wurde nach dem Ende der Besatzung 1926 vorwiegend von höheren deutschen Beamten bezogen und durch weitere repräsentative Häuser ergänzt. Es hat seinen Charakter als Gartenstadt und gehobenes Wohnviertel bis heute bewahren können.

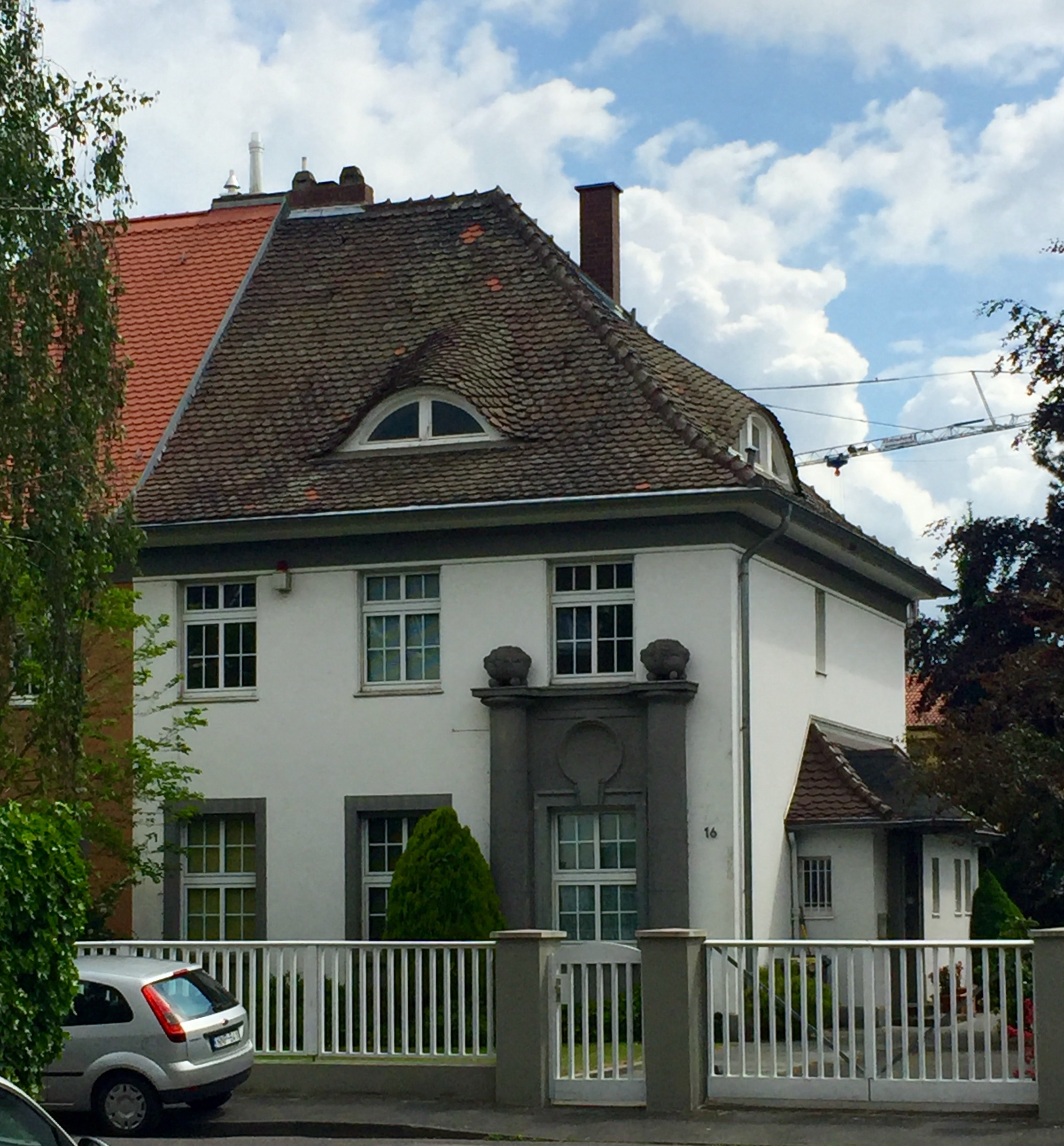
Haus für englische Hauptleute (1922/23)
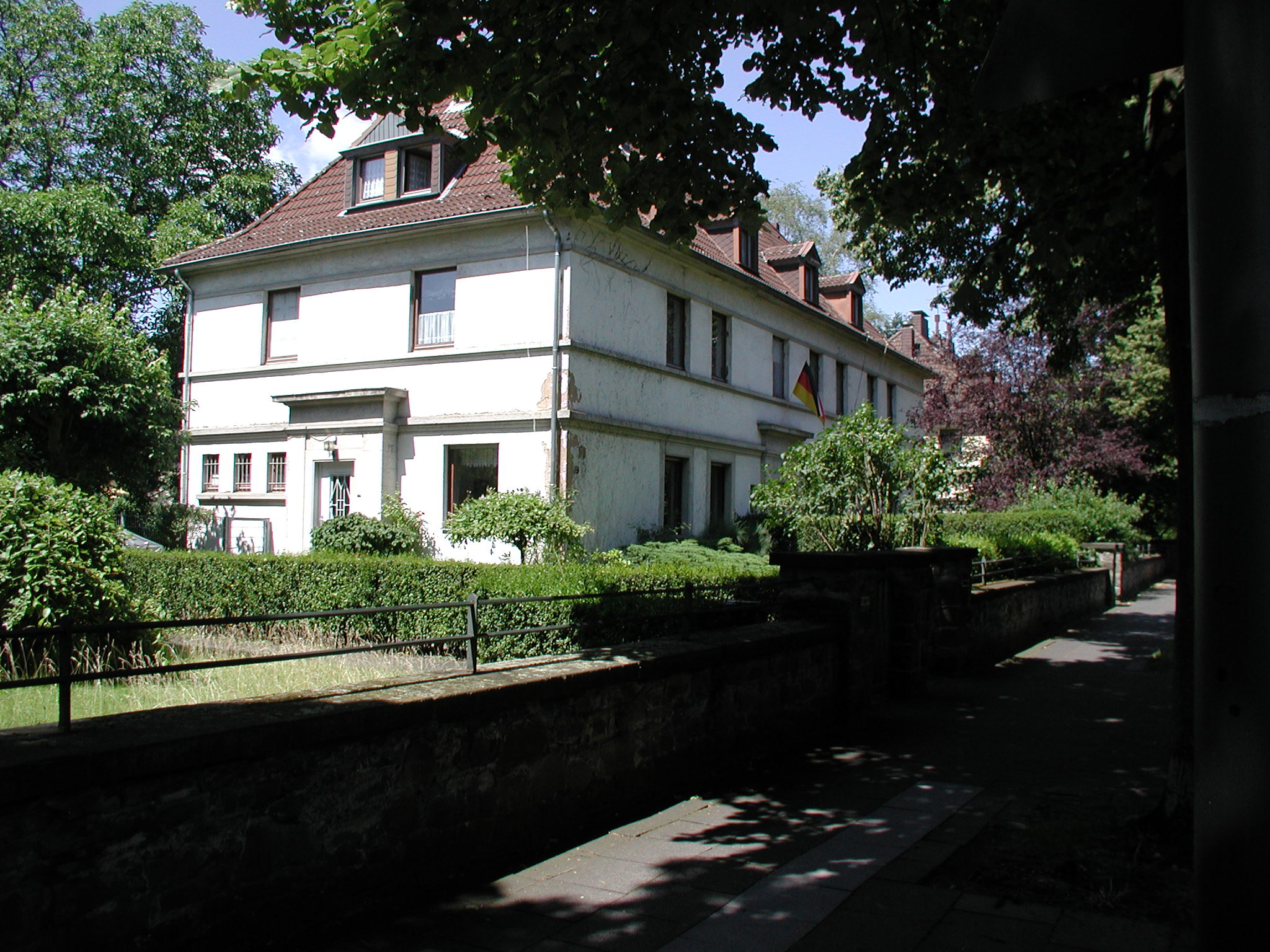
Häuser für Niedere Offiziers-Ränge (1919–1925)
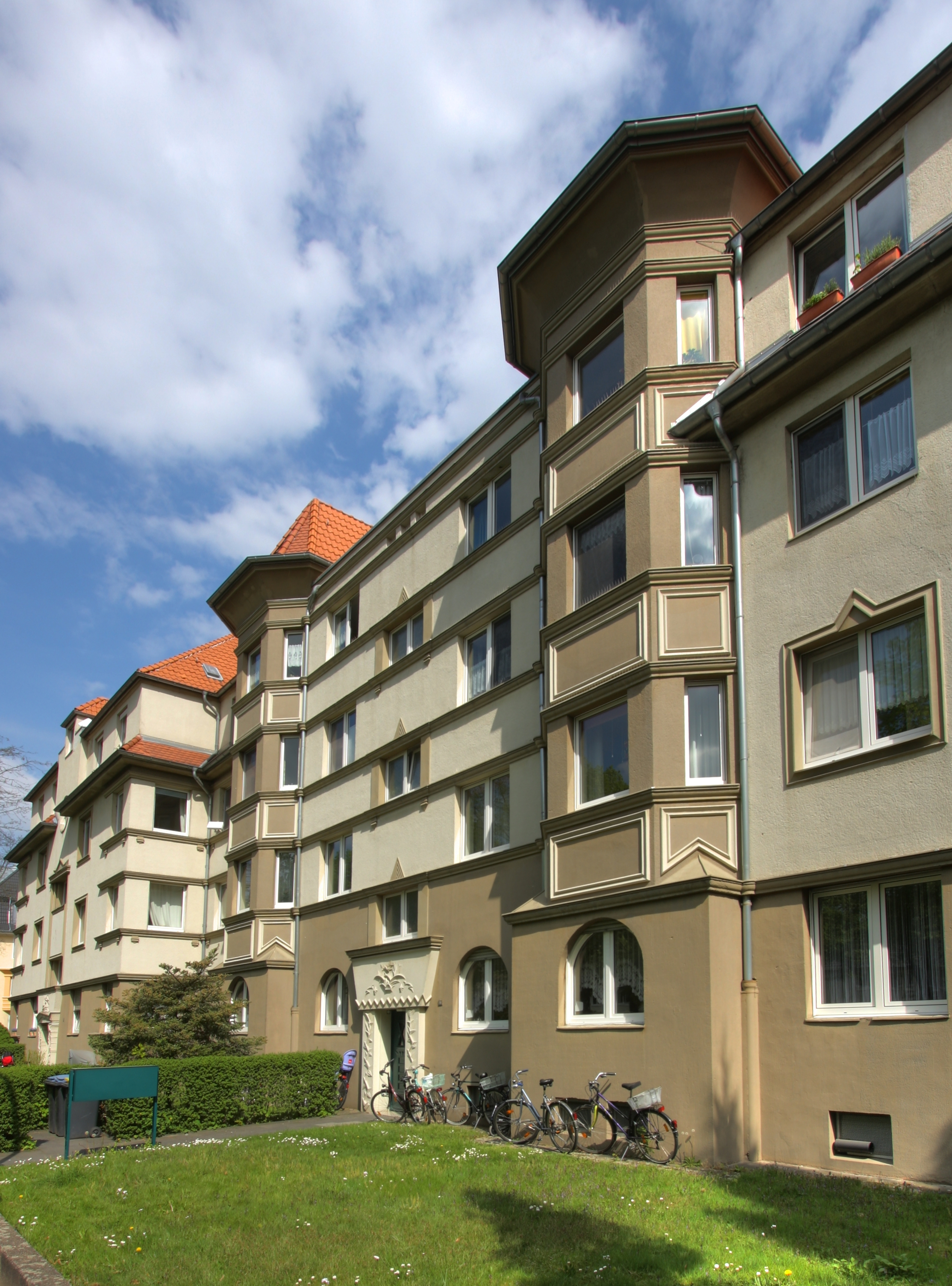
Siedlung Riehler Gürtel (1923/1924)

### Wachstum durch Siedlungsbau

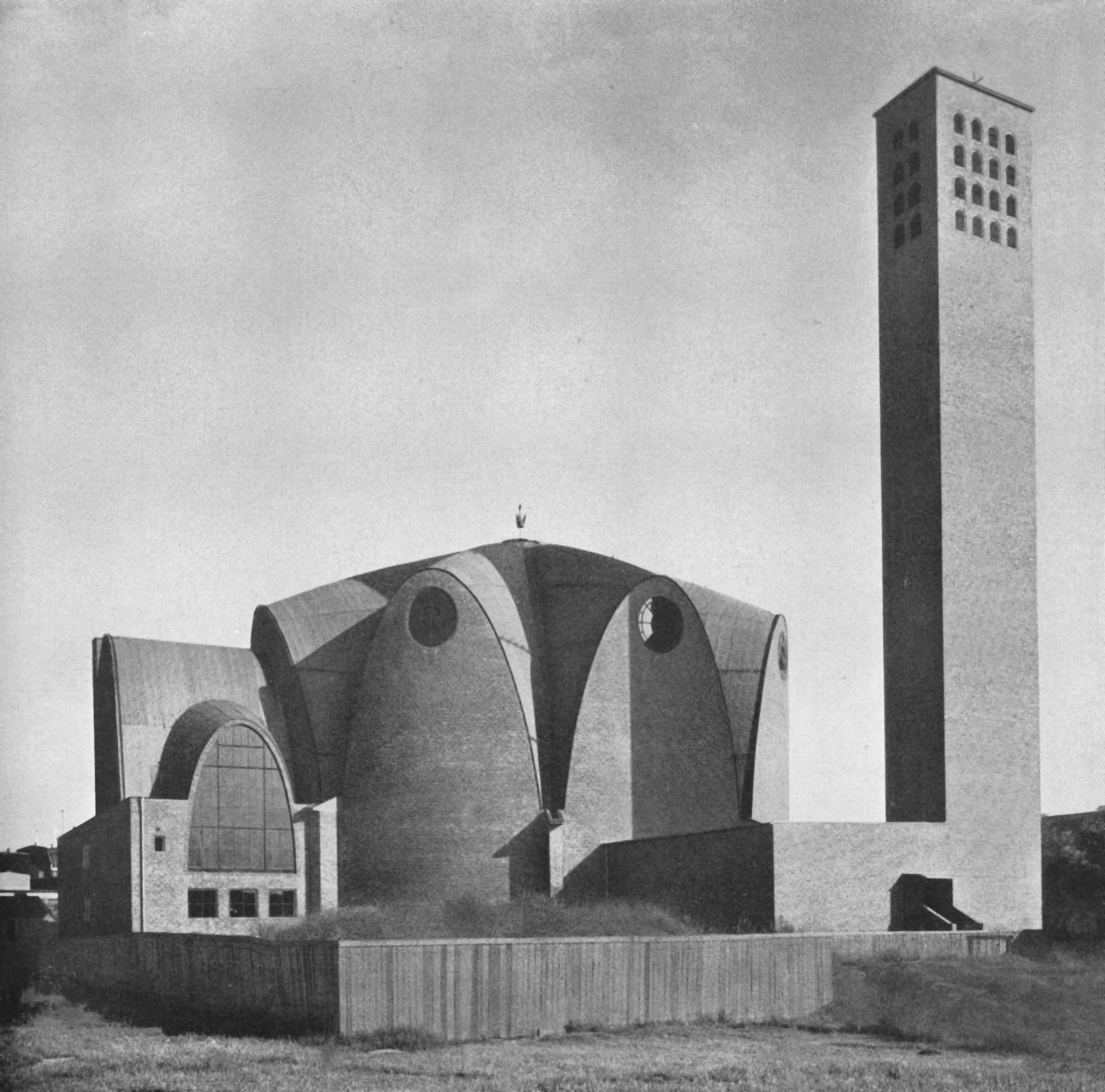
Neuer Ortskern: St. Engelbert (1930–1932)

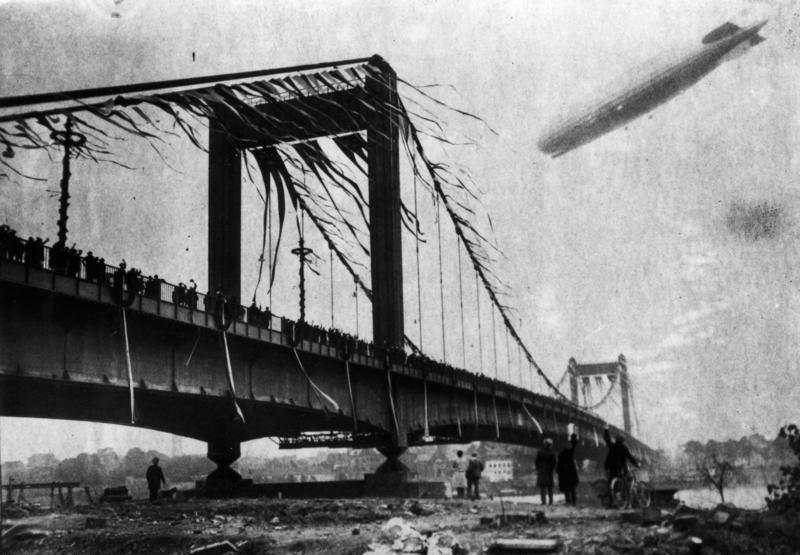
Über den Rhein: Mülheimer Brücke (1927–1929)

In der zweiten Hälfte der 1920er Jahre machte Riehl einen deutlichen Entwicklungsschub: Mehrere neue Wohnsiedlungen sollten dazu beitragen, die Wohnungsnot zu lindern. Auf dem Kasernengelände an der Boltensternstraße wurde eine Altenstadt eingerichtet. Die Verkehrssituation wurde durch den Bau der Mülheimer Rheinbrücke nachhaltig verändert. Schließlich erhielt die ausgedehnte Bebauung durch den Bau der ersten modernen Kirche Kölns, St. Engelbert, ihren architektonischen Höhepunkt. Die Einwohnerzahl verdreifachte sich in dieser Zeit von 5.280 (1925) auf 14.669 (1933) Einwohner.
Wegen der stark angewachsenen Einwohnerzahl des Stadtteils wurde es notwendig, eine neue, große katholische Pfarrkirche zu errichten, die – wie ihr Vorgängerbau – St. Engelbert geweiht wurde. Sie wurde 1931 von dem Kölner Architekten Dominikus Böhm errichtet und gilt als der erste moderne Kirchenbau Kölns und darüber hinaus als Meilenstein des Sakralbaus im 20. Jahrhundert. Die Kirche ist ein Zentralbau, der von acht parabelförmigen Giebelwänden begrenzt wird. Die neuartige Form musste mit Unterstützung des kunstsinnigen Riehler Pfarrers Clemens Wirtz gegen erhebliche Bedenken der kirchlichen Behörden durchgesetzt werden. Aufgrund der charakteristischen Dachform wird die Kirche im Kölner Volksmund „de Zitronenpresse“ genannt. Das Kirchengebäude steht auf einem erhöhten Plateau, in dem Böhm die Pfarrräume unterbrachte. Insgesamt präsentiert sich der Zentralbau auf der breiten Treppe mit dem tiefen Vorplatz und dem vertikalen, als Campanile gestalteten Kirchturm als architektonisch wirksame Einheit, eine „heute noch unerreichte Rundkirche, die auch in betontechnischer Hinsicht Deutschlands führende Stellung im Kirchenbau bewies.“

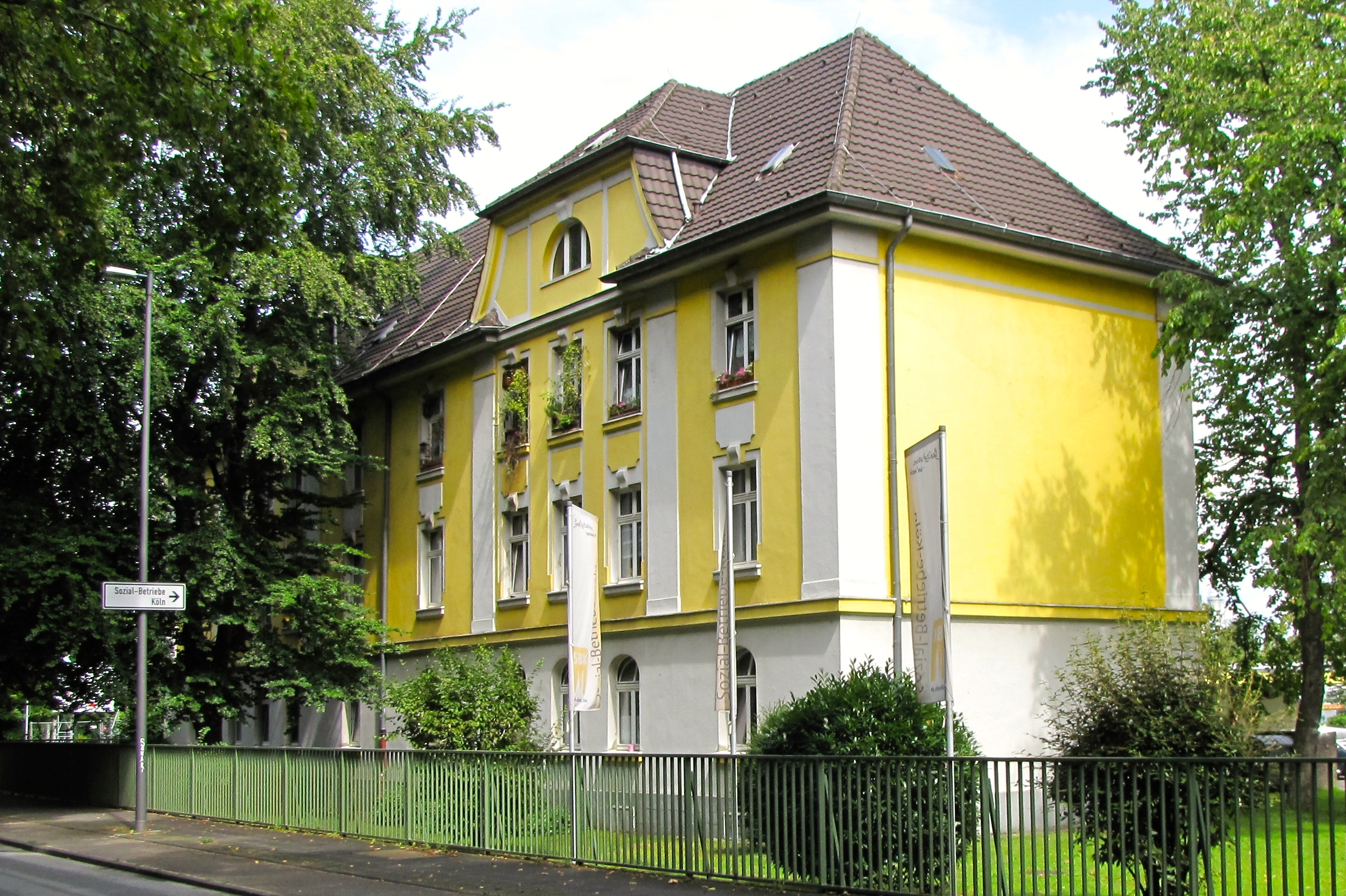
Riehler Heimstätten (1927–1934)
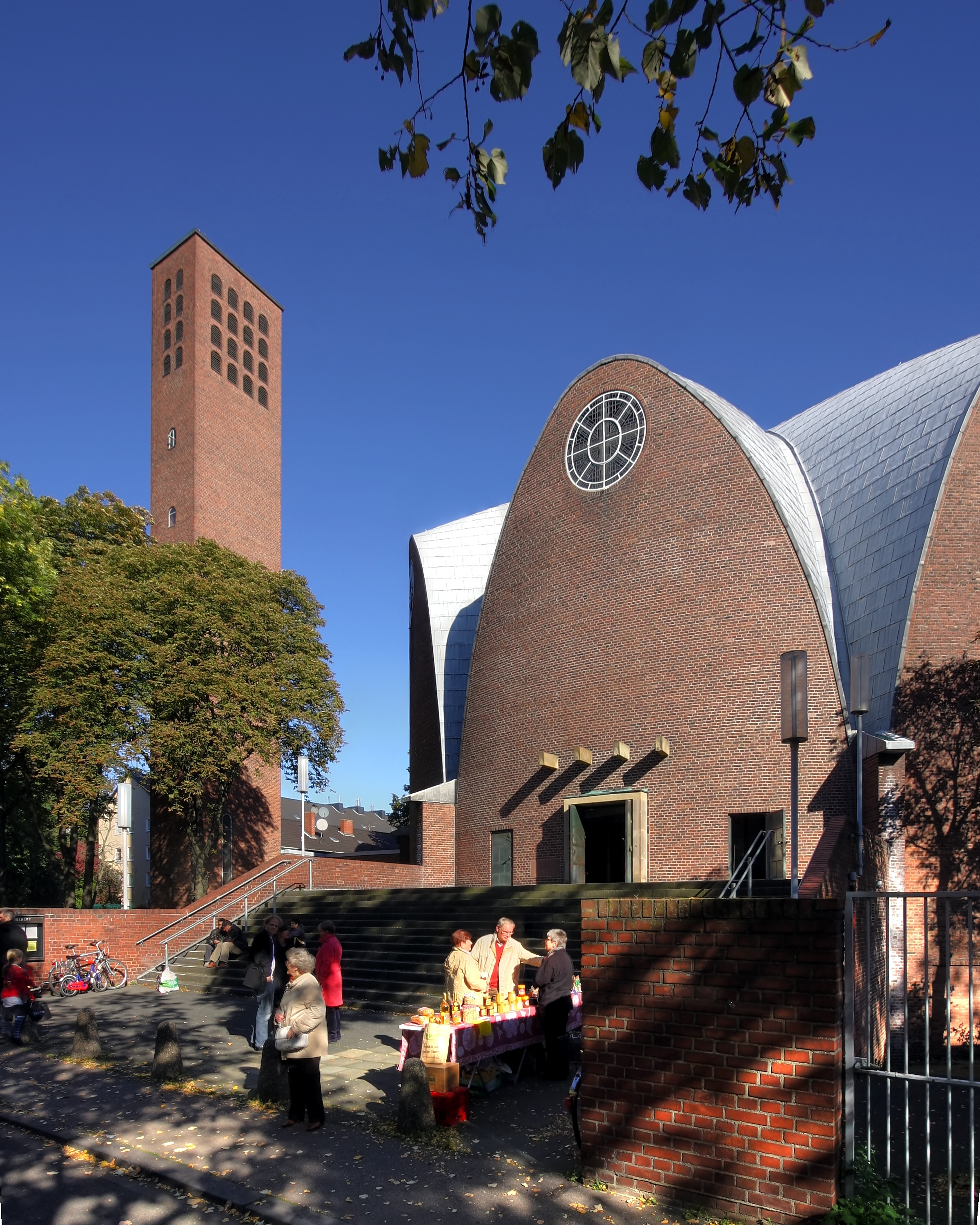
St. Engelbert (1930–1932)

Auf dem Kasernengelände wurde nach dem Abzug der Besatzungstruppen eine Altenstadt eingerichtet. Die Riehler Heimstätten genannte Anlage wurde von 1927 bis 1934 auf Initiative der Leiterin des Kölner Wohlfahrtsamtes Hertha Kraus und nach den Plänen des Kölner Stadtbaudirektors Adolf Abel als Altenheimkomplex mit 2150 Betten umgebaut. Hertha Kraus hatte eine dreigliedrige Einrichtung mit den Bereichen Wohnstift, Pflegeheim und Versorgungsheim konzipiert, die sich an amerikanische Vorbilder anlehnte. Die Heimstätte galt als die größte Alten- und Versorgungseinrichtung im Deutschen Reich, die in vielen Städten Nachahmer fand.
1927 wurde mit dem Bau einer Hängebrücke begonnen, die das Zentrum von Mülheim mit dem linksrheinischen Köln-Riehl verband. Die sogenannte Mülheimer Brücke entstand an Stelle eines seit dem Mittelalter bestehenden Rheinübergangs, der seit 1888 über eine Schiffbrücke führte. Die 1929 eröffnete Brücke war zur Bauzeit mit einer Spannweite von 315 Metern die größte Hängebrücke Europas.

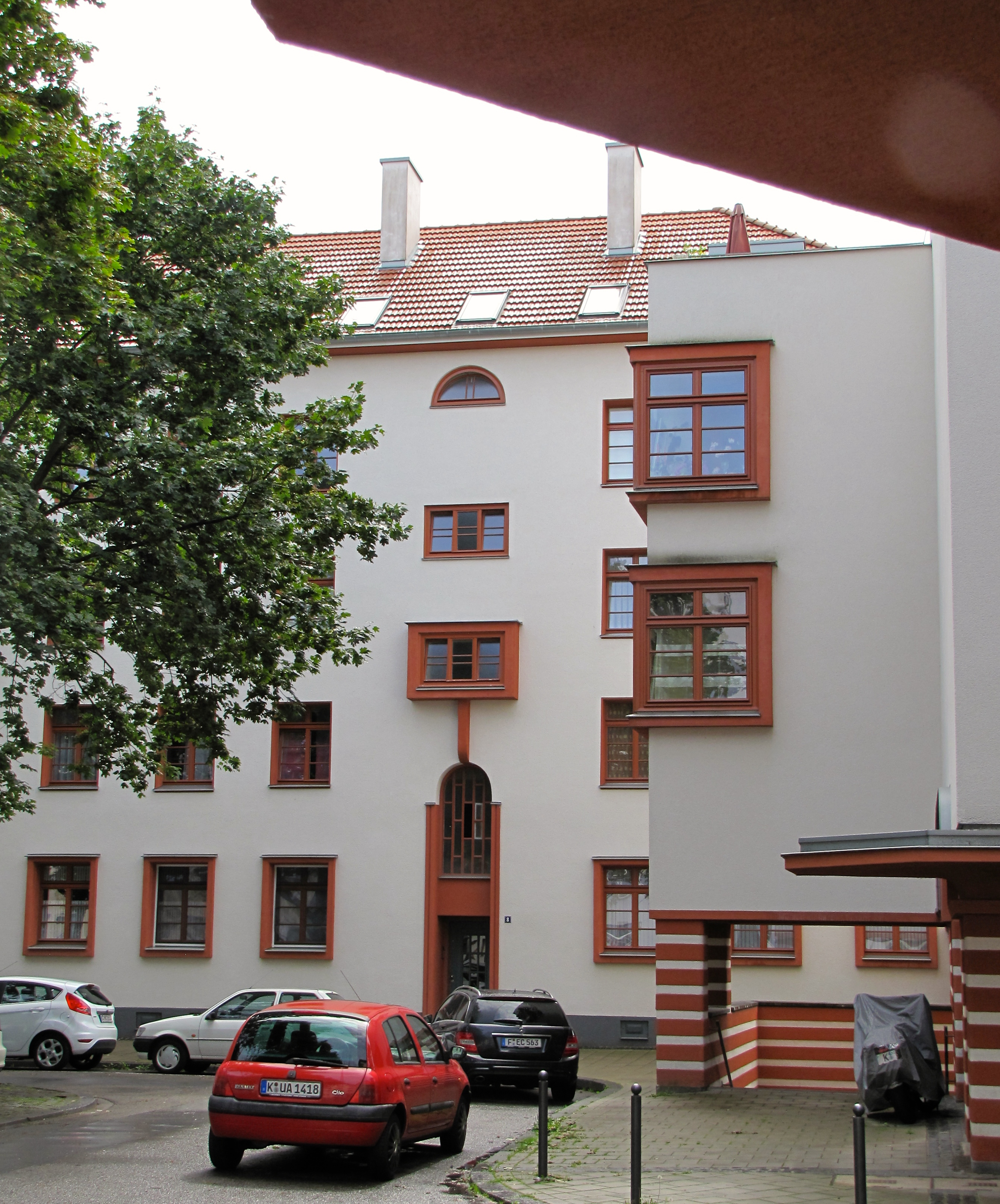
Rot-weiß: Expressionistische Farbwahl in der Naumannsiedlung (1926–1930)

Um die Wohnungsnot zu beheben, wurde in der zweiten Hälfte der 1920er Jahre in Riehl umfangreich neu gebaut, was sogar als Bauboom bezeichnet wurde. Hauptsächlich Wohnungsbaugenossenschaften errichteten große Wohnblocks für die arbeitende Bevölkerung, deren Ausstattung für damalige Zeit vorbildlich war. Die soziale Zweiteilung zwischen dem bürgerlichen Viertel südlich und dem werktätigen Viertel nördlich des Riehler Gürtels charakterisierte den Stadtteil bis weit in die Nachkriegszeit hinein.
Ab 1927 errichtete die Gemeinnützige Wohnungsbau AG (GAG) auf dem Gelände der ehemaligen Ziegelei Delfosse einen Komplex mit 631 Wohneinheiten. Die Anlage war für einkommensschwache Wohnungsanwärter gedacht, für die das Kölner Wohnungsamt billige und einfache Wohnungen beschaffen musste. In die sogenannten Wohnungsamtswohnungen zogen vor allem kinderreiche Arbeiterfamilien ein, deren Mitglieder bei den Fordwerken und den Rheinkabelwerken beschäftigt waren. Die sogenannte Naumannsiedlung erhielt durch ein Architektenkonsortium unter Leitung von Manfred Faber einen als vorbildhaft beurteilten städtebaulichen Gesamtplan, bei dem sich die insgesamt 68 vier- bis fünfgeschossigen, in Ausnahmefällen auch sechsgeschossigen Häuser um eine Art Dorfplatz gruppierten und gut an die bestehende Stadtteilbebauung anschlossen. Die Gebäude erhielten eine in rot und weiß gehaltene Fassade, bei deren Gestaltung die Architekten expressionistische Dekoration mit der sachlichen Grundform des Neuen Bauen zu verbinden suchten.
Im gleichen Jahrzehnt entstanden noch mehrere andere Wohnungsbauten: Für ihre Mitarbeiter errichtete die Braunkohle AG an der Amsterdamer Straße ein Gebäudeensemble, das in Riehl als Braunkohlensiedlung bekannt wurde. Eine ursprünglich Grüner Block genannte Siedlung entstand 1926 im Auftrag der Erbbauverein Köln eG zwischen dem Riehler Gürtel und dem Naumannviertel; sie wird nach ihrer Grundsanierung 2002 als Solarsiedlung bezeichnet. Der Erbbauverein errichtete ein weiteres Objekt mit 80 Einheiten an beiden Seiten der Sprengelstraße. Der Kölner Architekt Ernst Wilhelm Scheidt plante im Auftrag der Kölner Hausbau GmbH am Riehler Gürtel um 1930 eine hufeisenförmige Mietzeilenbebauung, der er eine expressionistisch durchgeformte Backsteinfassade gab.

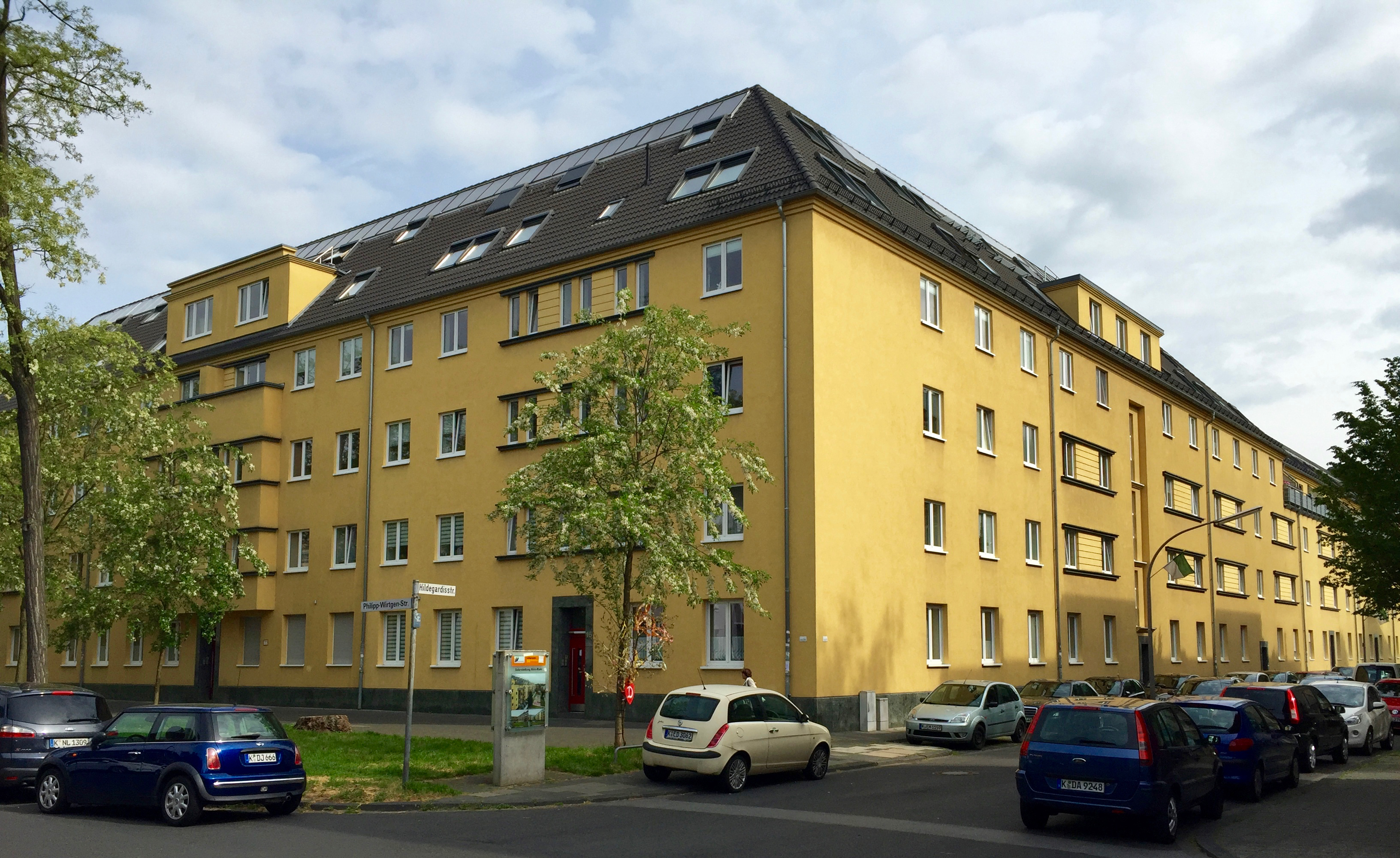
Grüner Block (1926)
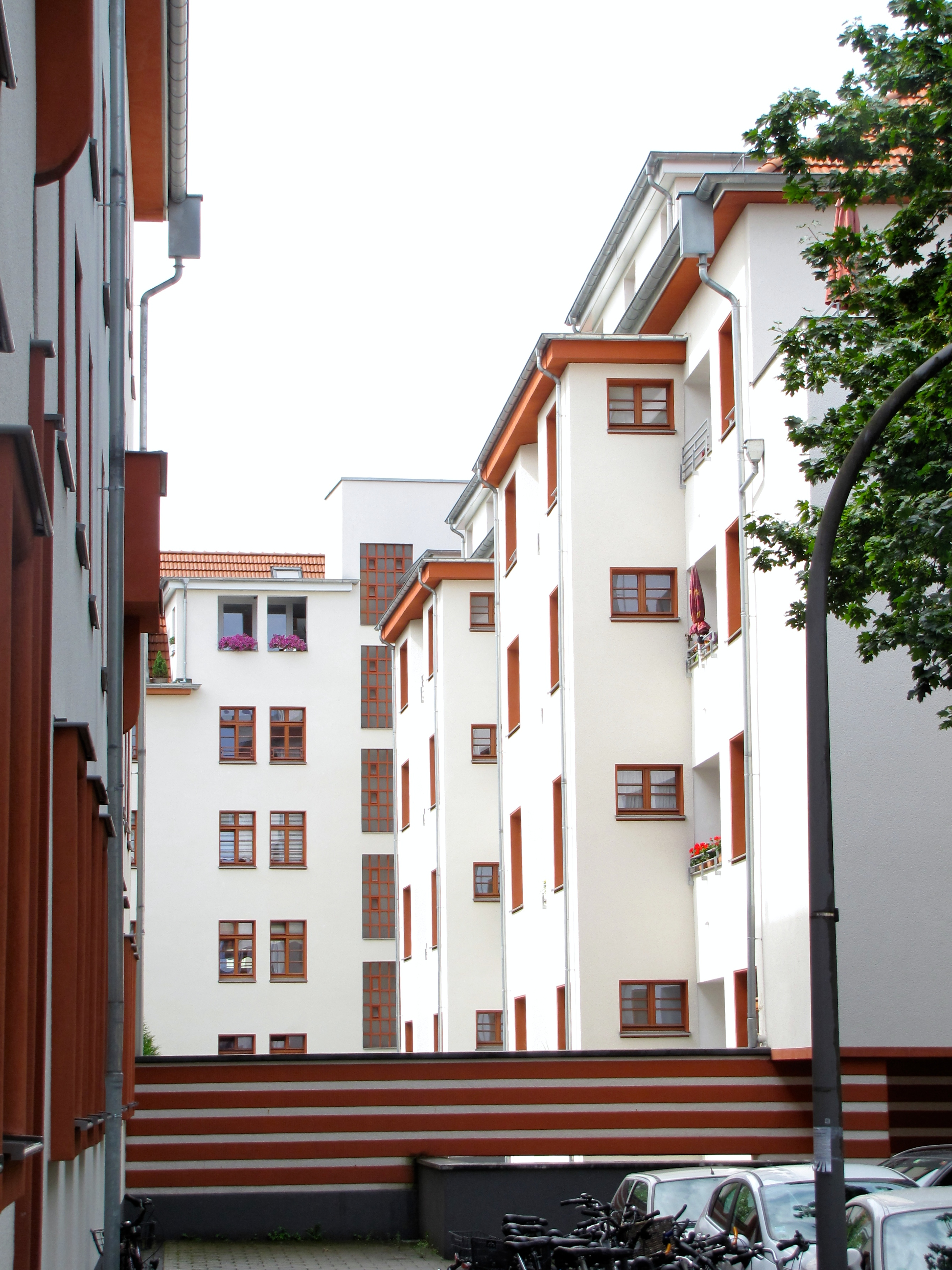
Naumannsiedlung (1926–1930)
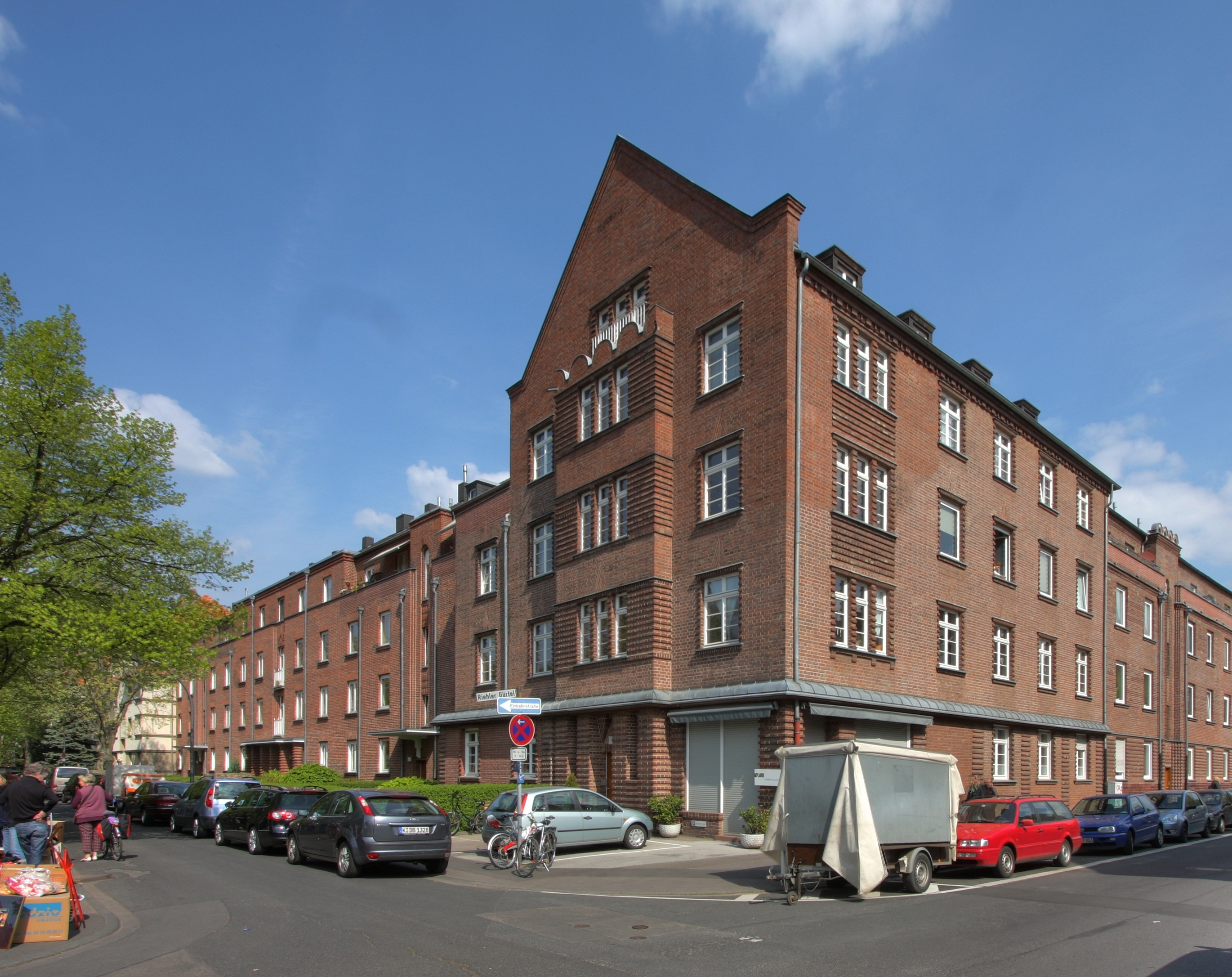
Siedlung Gürtel / Esenbeckstraße (um 1930)
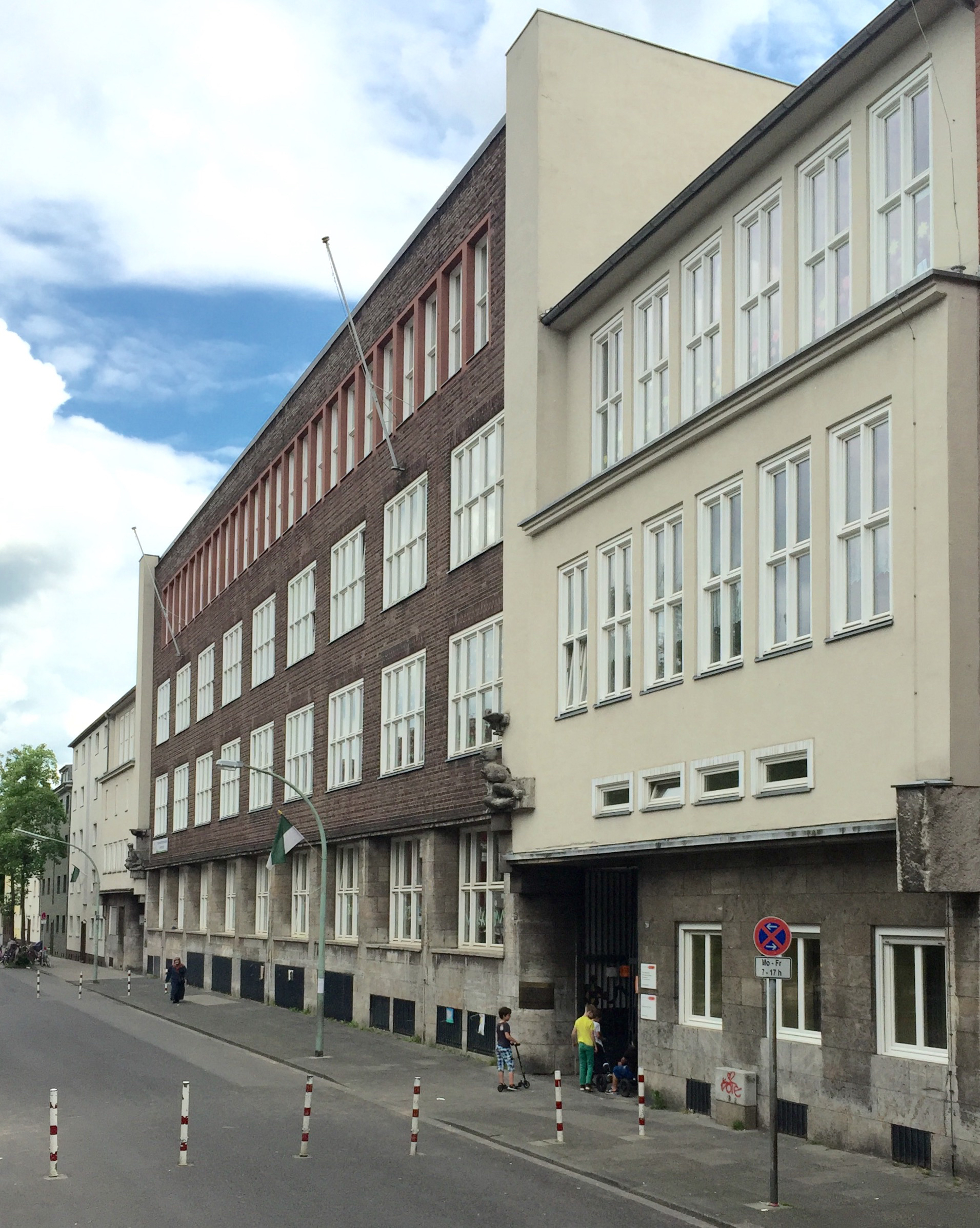
Schulgebäude Garthestraße (1928–1930)

Der Architekt Emil Rudolf Mewes errichtete an der Garthestraße ein neues, großzügiges Schulgebäude, das 1930 mit 23 Schulklassen und 1.174 Kindern eröffnet wurde. Das zu den fortschrittlichsten Schulbauten seiner Zeit gehörende Gebäude erhielt eine Fassade in seriell anmutender Industriearchitektur aus der Formensprache des Neuen Bauens.

### Die Nachkriegszeit
Riehl erlitt im Zweiten Weltkrieg verglichen mit anderen Stadtteilen nur relativ wenige Zerstörungen durch Bombenschäden. So gehörte St. Engelbert zu den wenigen Kirchen, die unmittelbar nach Kriegsende für den Gottesdienst genutzt werden konnten. Berühmt wurde sie durch die an Silvester 1946 gehaltene Predigt von Joseph Kardinal Frings, in der er vor dem Hintergrund der Nachkriegsnot erklärte, es sei erlaubt, sich das Lebensnotwendige zu nehmen, wenn es auf andere Weise nicht zu erlangen sei. Daraus leitete der Kölner Volksmund das Verb Fringsen für den Kohlenklau ab.
Nach dem Krieg bildeten sich zwischen der Boltensternstraße und dem Rheinufer Notunterkünfte in provisorischen Hütten und Gemeinschaftsbaracken, die von ausgebombten Kölnern und Flüchtlingen als Übergangswohnungen genutzt wurden. Die rund 250 Notunterkünfte wurden als Fischersiedlung bezeichnet; für den Ausbau des Niehler Hafens wurde die Siedlung 1961 abgerissen.

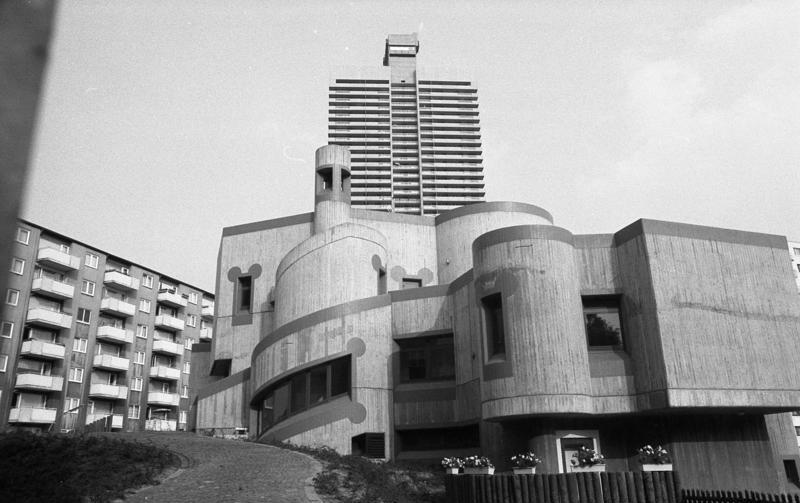
Kindergarten St. Hermann Joseph

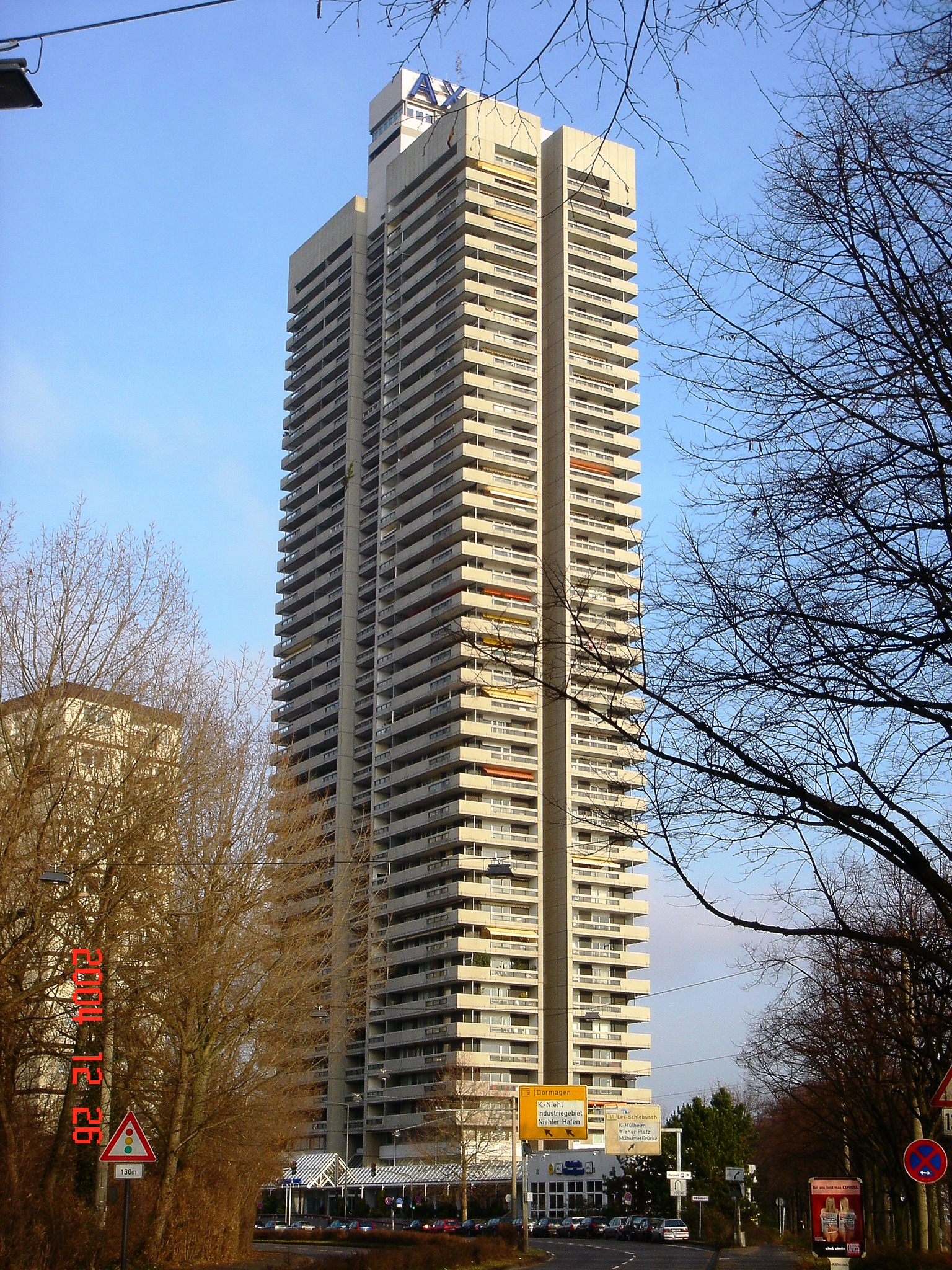
Das Colonia-Haus

In den 1950er und 1960er Jahren wurden die verbliebenen Baulücken im nördlichen Teil Riehls geschlossen, in denen mehrgeschossige Mietwohnhäuser errichtet wurden. Zwischen dem Zoo und dem Rhein errichtete das Wohnungsbauunternehmen Neue Heimat auf dem Gelände der ehemaligen Riehler Industrie- und Gewerbefläche eine neue Wohnsiedlung mit 930 Wohnungen. Diese Tiergartensiedlung erhielt an zentraler Stelle als architektonischen Blickpunkt einen von Gottfried Böhm 1967/1974 entworfenen Kindergarten St. Hermann Joseph. Er musste wegen baulicher Mängel 2007 abgerissen werden.
Für die Riehler Skyline baute Henrik Busch in den Jahren 1970 bis 1973 in Gestalt des unmittelbar am Rhein errichteten Colonia-Hauses einen weit sichtbaren Fixpunkt. Zur Bauzeit war es mit 46 Geschossen und 352 Wohneinheiten das höchste Wohnhochhaus Deutschlands; erst 2020 musste es diesen Titel an den Grand Tower in Frankfurt/Main abtreten. Nachdem die ursprünglich namensgebende Colonia-Versicherung 1997 vom AXA-Versicherungskonzern übernommen worden war, änderte sich die Leuchtreklame an der Spitze des Gebäudes. Seitdem wird es auch als AXA-Hochhaus bezeichnet. Der offizielle Name ist jedoch weiterhin Colonia-Haus.

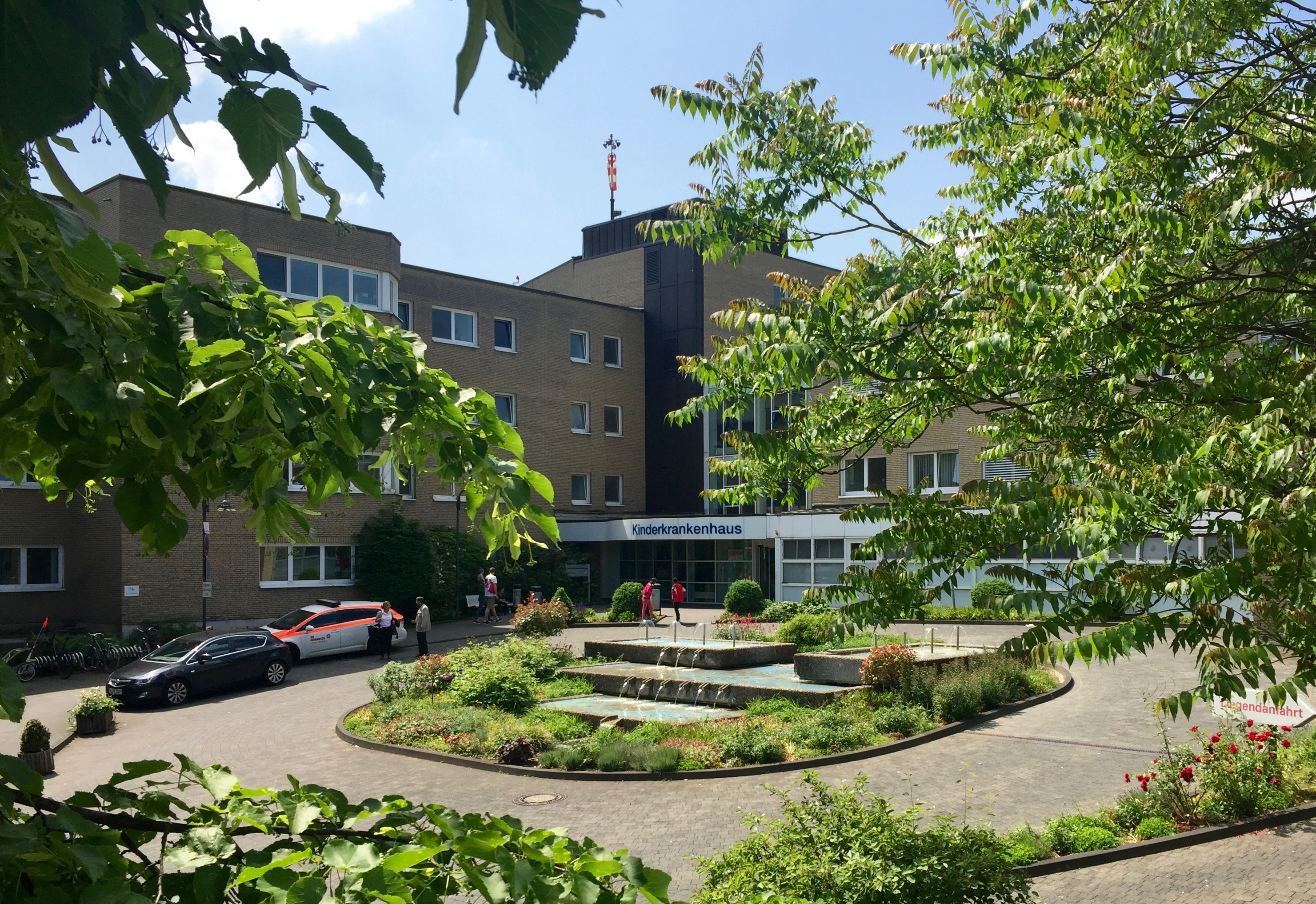
Im Grünen: Kölner Kinderklinik

In den 1960er Jahren wurde Riehl als Standort für zwei Kölner Einrichtungen ausgewählt. An der Barbarastraße wurde die Blumengroßmarkthalle eingerichtet. An der Amsterdamer Straße entstand das städtische Kinderkrankenhaus. Der von Benno Schachner entwickelte Bauentwurf wurde von 1957 bis 1963 realisiert; bei Einweihung war es die größte Kinderklinik Deutschlands, in der 23 Ärzte tätig waren. Heute sind in dem Komplex mehr als 107 Ärzte beschäftigt.
In den 1980er Jahren wurden an den Rändern der Wohnbebauung weitere Großbauten ergänzt. An der Amsterdamer Straße entstand das Bundesverwaltungsamt, am Rheinufer das City Hostel des Deutschen Jugendherbergswerks, und in der Nähe des Zoos der Verwaltungskomplex der DEVK-Versicherung.

## Bevölkerungsstruktur
Struktur der Bevölkerung von Köln-Riehl (2021):
- Durchschnittsalter der Bevölkerung: 49,0 Jahre (Kölner Durchschnitt: 41,4 Jahre)
- Ausländeranteil: 13,7 % (Kölner Durchschnitt: 19,3 %)
- Arbeitslosenquote: 5,3 % (Kölner Durchschnitt: 8,6 %)

## Infrastruktur

### Verkehr
Durch Riehl führen zwei wichtige Ausfallstraßen der Kölner Innenstadt: am östlichen Rand, zwischen Zoo und Rhein, die Riehler Straße, die von der Nord-Süd-Fahrt nach Nordosten zur Mülheimer Brücke führt, und am westlichen Rand die nordwärts führende Amsterdamer Straße, über die auch der Niehler Hafen erreicht werden kann.
Vom nördlichen Ende der Riehler Straße geht vor der Auffahrt zur Mülheimer Brücke in nordwestlicher Richtung die Boltensternstraße ab, die als Verlängerung der Rheinuferstraße an den „Riehler Heimstätten“ vorbei ebenfalls zum Niehler Hafen führt und dort auf das Nordende der Amsterdamer Straße stößt. Von dort führt die Industriestraße, eine vier- bis sechsspurige Schnellstraße, weiter nach Norden durch das Niehler Industriegebiet zur Autobahn A 1.
Aus dem Rechtsrheinischen erreicht man Riehl über die Mülheimer Brücke oder die Zoobrücke. In Verlängerung der Zoobrücke führt die Innere Kanalstraße in die westlichen Stadtteile. Die Zoobrücke fungiert darüber hinaus als Autobahnanschluss an den rechtsrheinischen Teil des Kölner Rings.

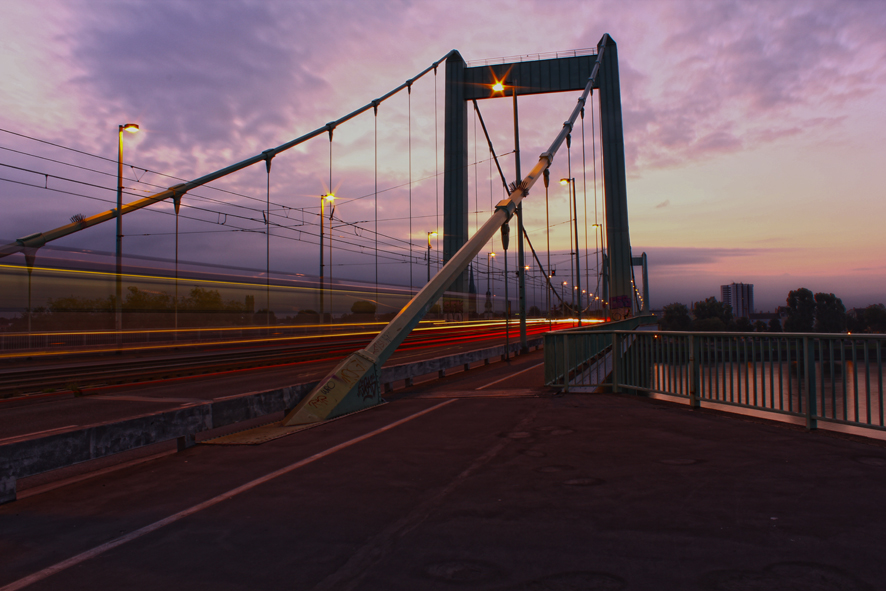
Mülheimer Brücke, 1927–1929 / 1949–1951
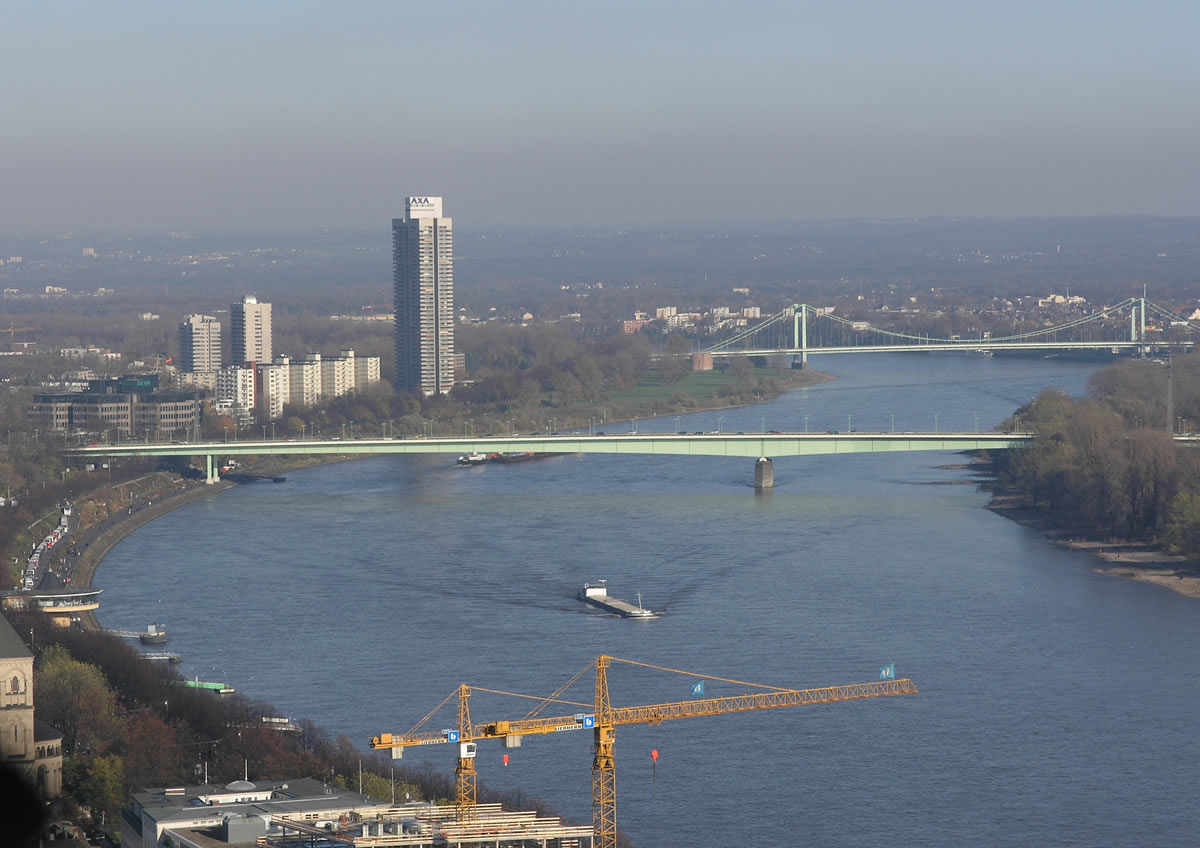
Zoobrücke, 1962–1966
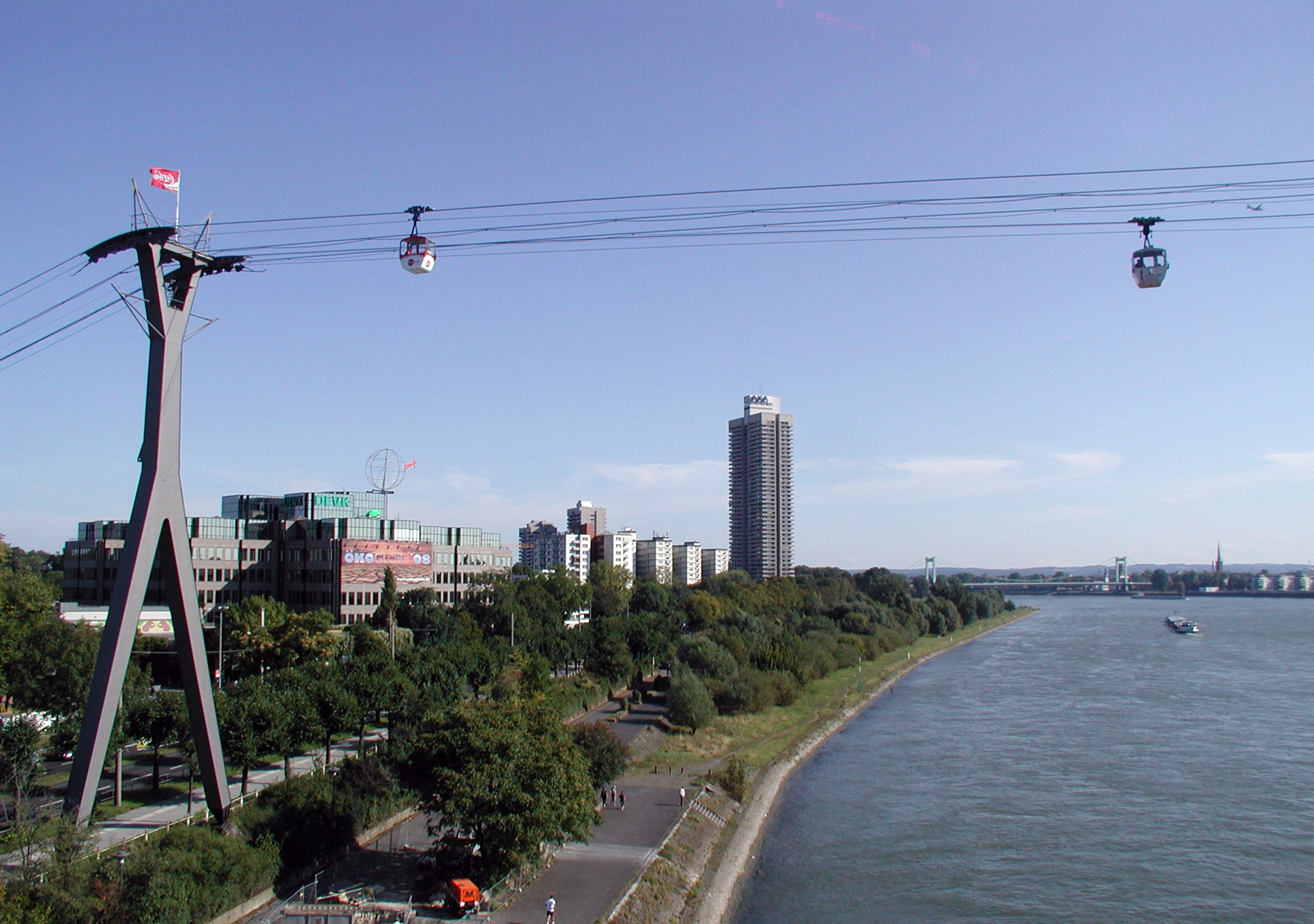
Rheinseilbahn, 1957

Riehl ist gut an das Kölner Nahverkehrsnetz angeschlossen. Es wird von drei Stadtbahnlinien der KVB berührt, den Linien 13, 16 und 18. Hinzu kommt noch die Buslinie 140, die eine Zubringerfunktion zur Stadtbahn hat und sich daher im Zickzack durch das Viertel schlängelt, um möglichst viele Anwohner in ihren Einzugsbereich zu bringen. Von fast jedem Punkt in Riehl gelangt man in etwa 15 Minuten zum Kölner Hauptbahnhof, zum Bahnhof Mülheim sowie zum Neumarkt.
| Linie | Verlauf / Anmerkungen | Takt (Mo–Fr) |
| ----- | --- | --- |
| 13    | Sülzgürtel – Zülpicher Straße/Gürtel – Lindenthal – Aachener Str./Gürtel – Venloer Straße/Gürtel (Bf. Ehrenfeld) – U Geldernstraße/Parkgürtel – Neusser Straße/Gürtel – Riehl – U Mülheim Wiener Platz – U Bf. Mülheim – Buchheim – Holweide | 10 min |
| 16    | Niehl – Amsterdamer Straße/Gürtel – U Reichenspergerplatz – U Ebertplatz – U Breslauer Platz/Hbf – U Dom/Hbf – U Appellhofplatz (Breite Straße) – U Neumarkt – Barbarossaplatz – Chlodwigplatz – Ubierring – Marienburg – Rodenkirchen – Sürth – Godorf – Wesseling Nord – Wesseling – Wesseling Süd – Urfeld – Widdig – Uedorf – Hersel – Tannenbusch Mitte – Tannenbusch Süd – Propsthof Nord – Bonn West – U Bonn Hbf – U Universität/Markt – U Juridicum – U Bundesrechnungshof/Auswärtiges Amt – U Museum Koenig – U Heussallee/Museumsmeile – Ollenhauerstraße – Olof-Palme-Allee – Max-Löbner-Straße/Friesdorf – Hochkreuz/Deutsches Museum Bonn – U Wurzerstraße – U Plittersdorfer Straße – U Bonn-Bad Godesberg Bf – U Bad Godesberg Stadthalle | 10 min |
| 18    | Thielenbruch – Dellbrück – Holweide – Buchheim – U Bf Mülheim – U Mülheim Wiener Platz – Zoo/Flora – U Reichenspergerplatz – U Ebertplatz – U Breslauer Platz/Hbf – U Dom/Hbf – U Appellhofplatz (Breite Straße) – U Neumarkt – Barbarossaplatz – Eifelwall – Klettenberg – Efferen – Hürth-Hermülheim – Fischenich – Brühl-Vochem – Brühl Mitte – Brühl Süd – Badorf – Schwadorf – Walberberg – Merten – Waldorf – Dersdorf – Bornheim – Roisdorf West – Alfter – Dransdorf – Bonn West – Bonn Hbf | 10 min (Thielenbruch–Buchheim) 5 min (Buchheim–Klettenberg) 10 min (Klettenberg–Schwadorf) 20 min (Schwadorf–Bonn) |

Seit 1957 führt eine Seilbahn über den Rhein vom Zoo in den rechtsrheinischen Rheinpark.

### Handel und Gastronomie

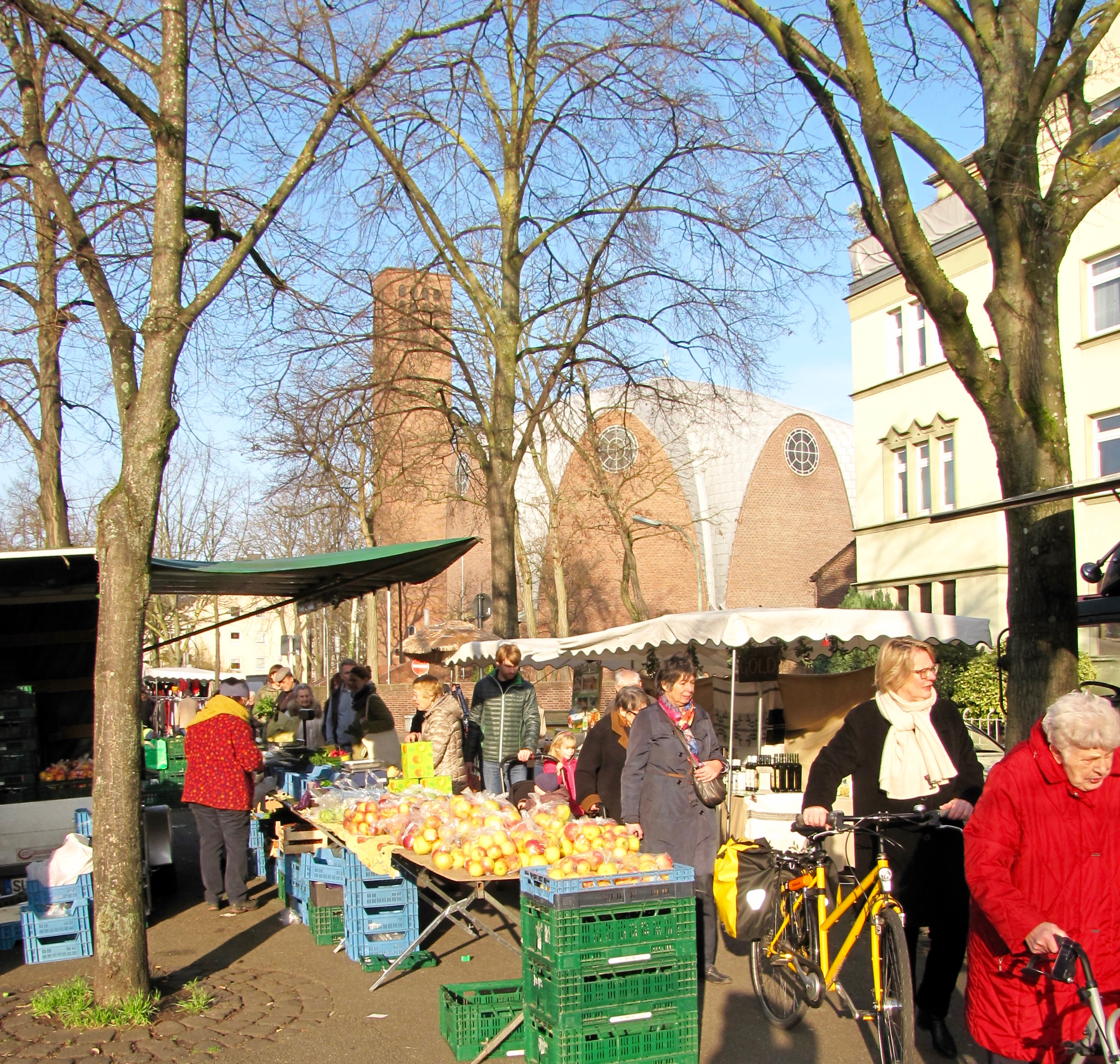
Am Gürtel: Riehler Wochenmarkt

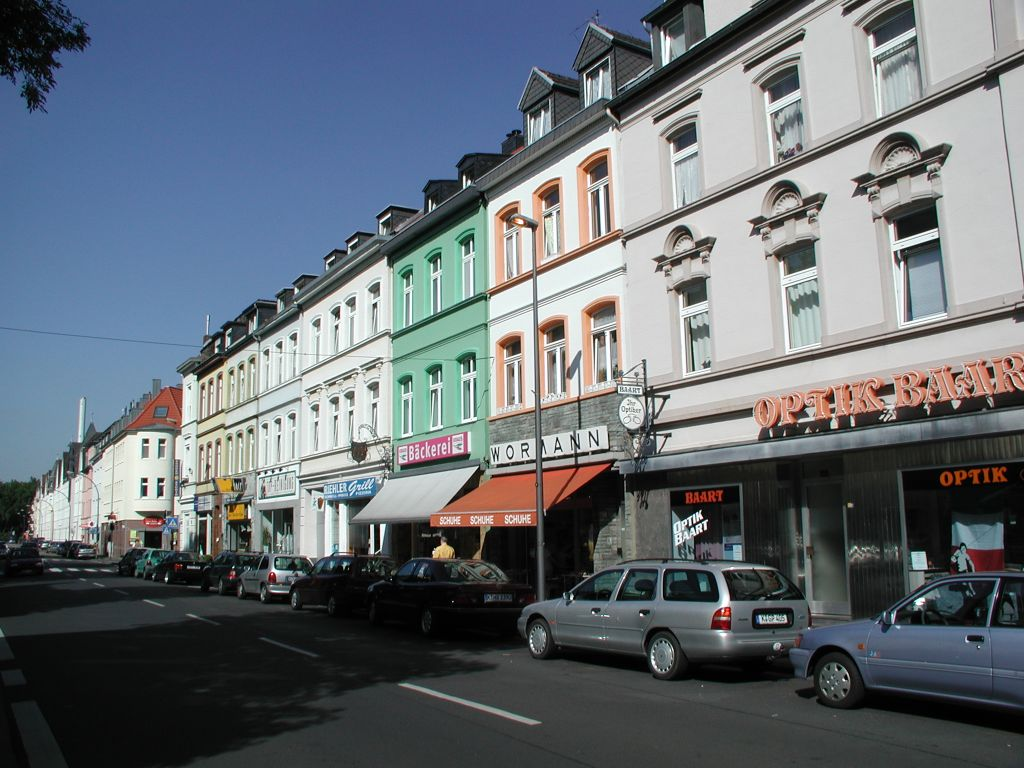
Stammheimer Straße, Höhe Riehler Gürtel

Als Ortskern von Riehl kann man die Stammheimer Straße ansehen, die auf dem Abschnitt zwischen den Straßen Riehler Gürtel und Riehler Tal das örtliche Einkaufszentrum bildet. Hier befinden sich fast alle Geschäfte des Viertels. Der Straßenabschnitt wird von den Riehlern daher liebevoll-ironisch Riehler Kö genannt. Mittwochs und samstags findet auf dem Riehler Gürtel ein Wochenmarkt statt.
Vor dem Zweiten Weltkrieg hatten sich in Riehl als Amüsierviertel eine sehr große Anzahl von Biergärten, Ausflugslokalen und Kneipen angesiedelt. Davon ist nur wenig geblieben. Wattler's Fischerhaus von 1830 empfängt auch heute noch – unter neuem Namen – Gäste. Am ehemaligen Schwimmbad ist 1996 ein neuer Biergarten entstanden. Das Zoo-Restaurant, in völlig neuer Form 2014 eröffnet, erlaubt wie ehedem von der Gartenterrasse einen Blick auf den Flamingo-Teich. Seit der Wiedereröffnung der Flora ist dort seit 2014 auch wieder ein Gartenlokal eingerichtet, das sich nach der Schirmherrin des Gartens Dank Augusta nennt.
Für Übernachtungsgäste hält das City Hostel des Deutschen Jugendherbergswerkes über 500 Betten im 2011 modernisierten, an der Riehler Aue gelegenen Haus bereit. Wohnmobilisten finden Platz auf dem benachbarten Reisemobilhafen.

Wattler's seit 1830
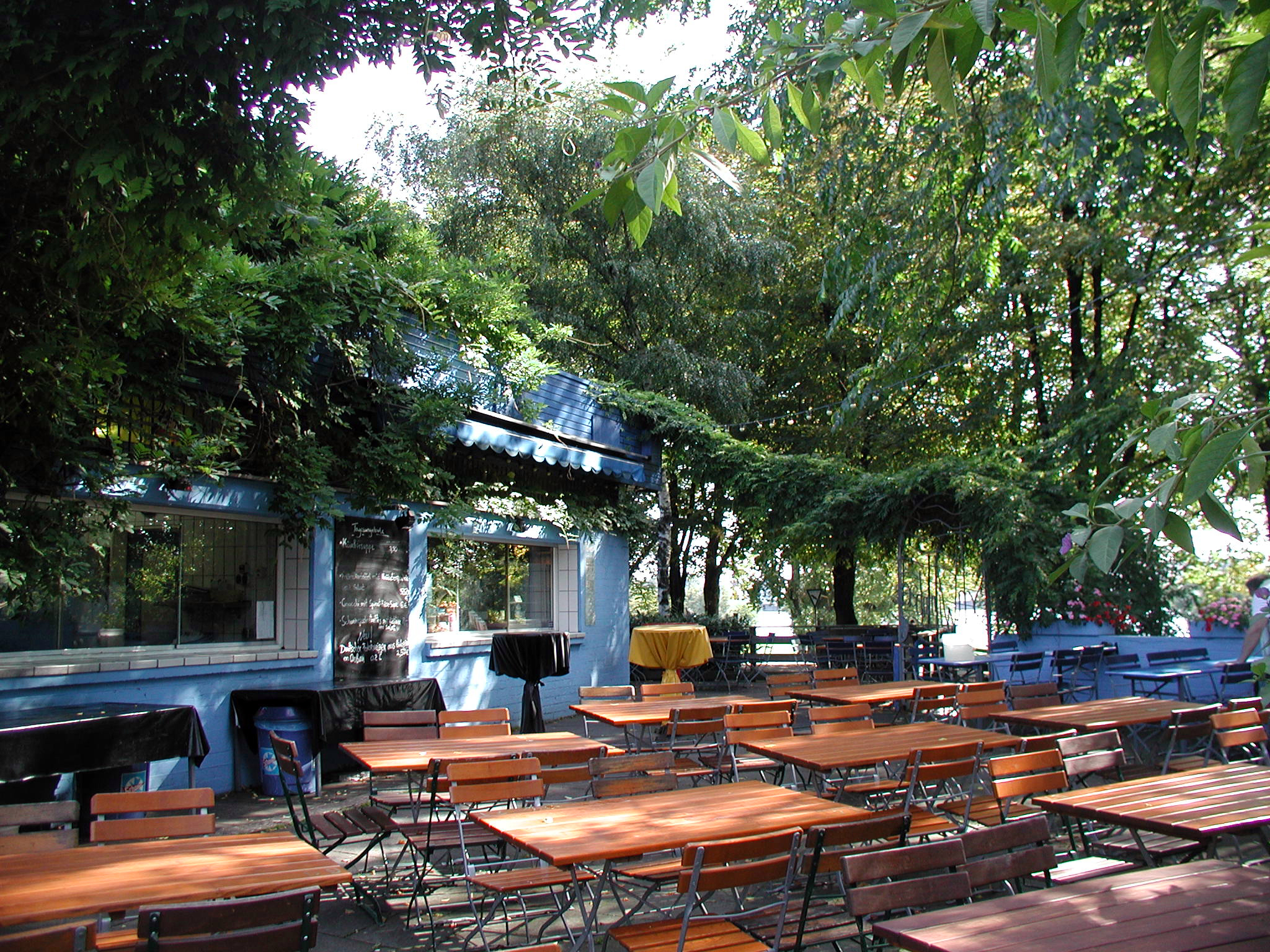
Biergarten Schwimmbad
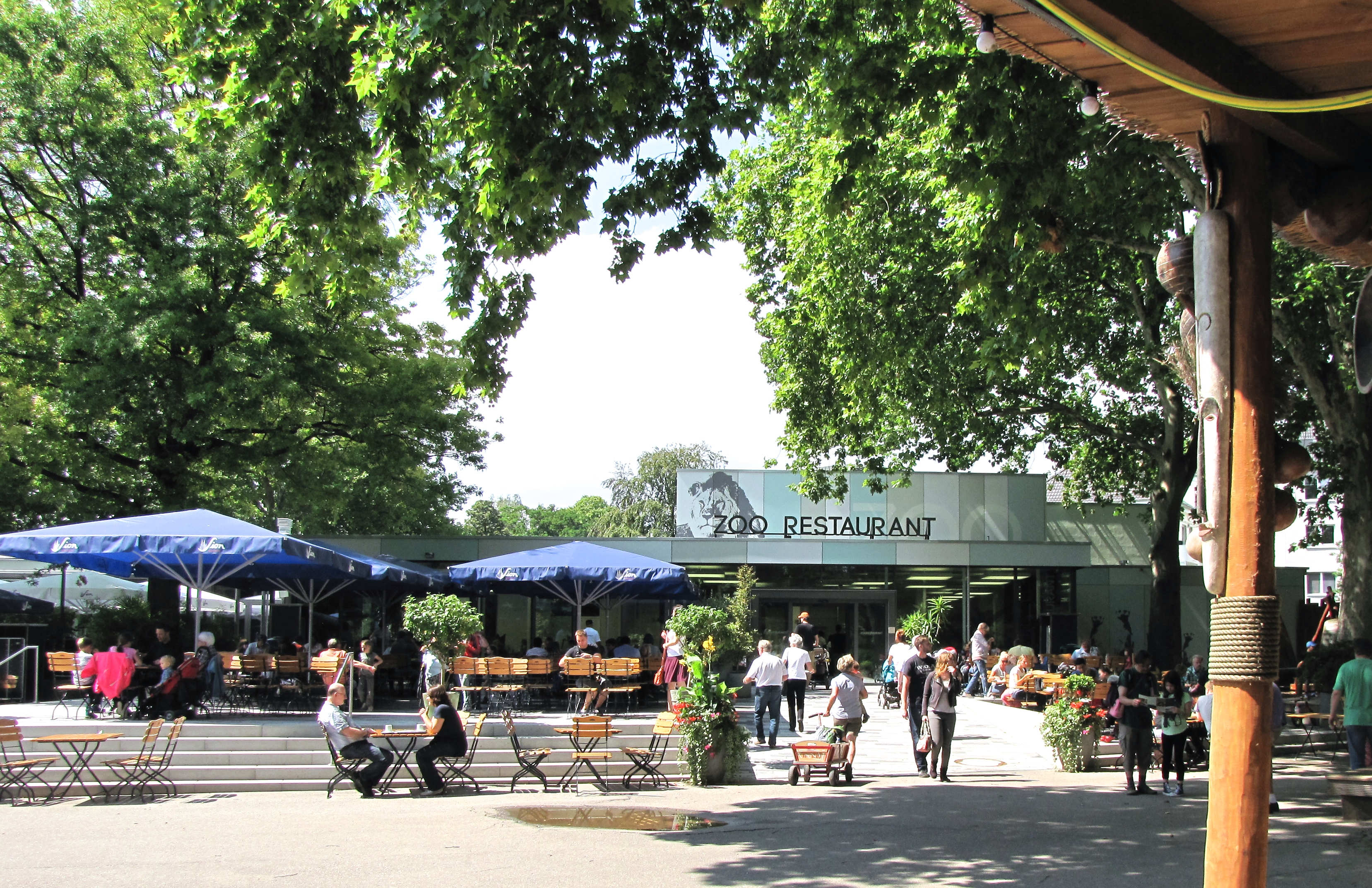
Zoo-Restaurant
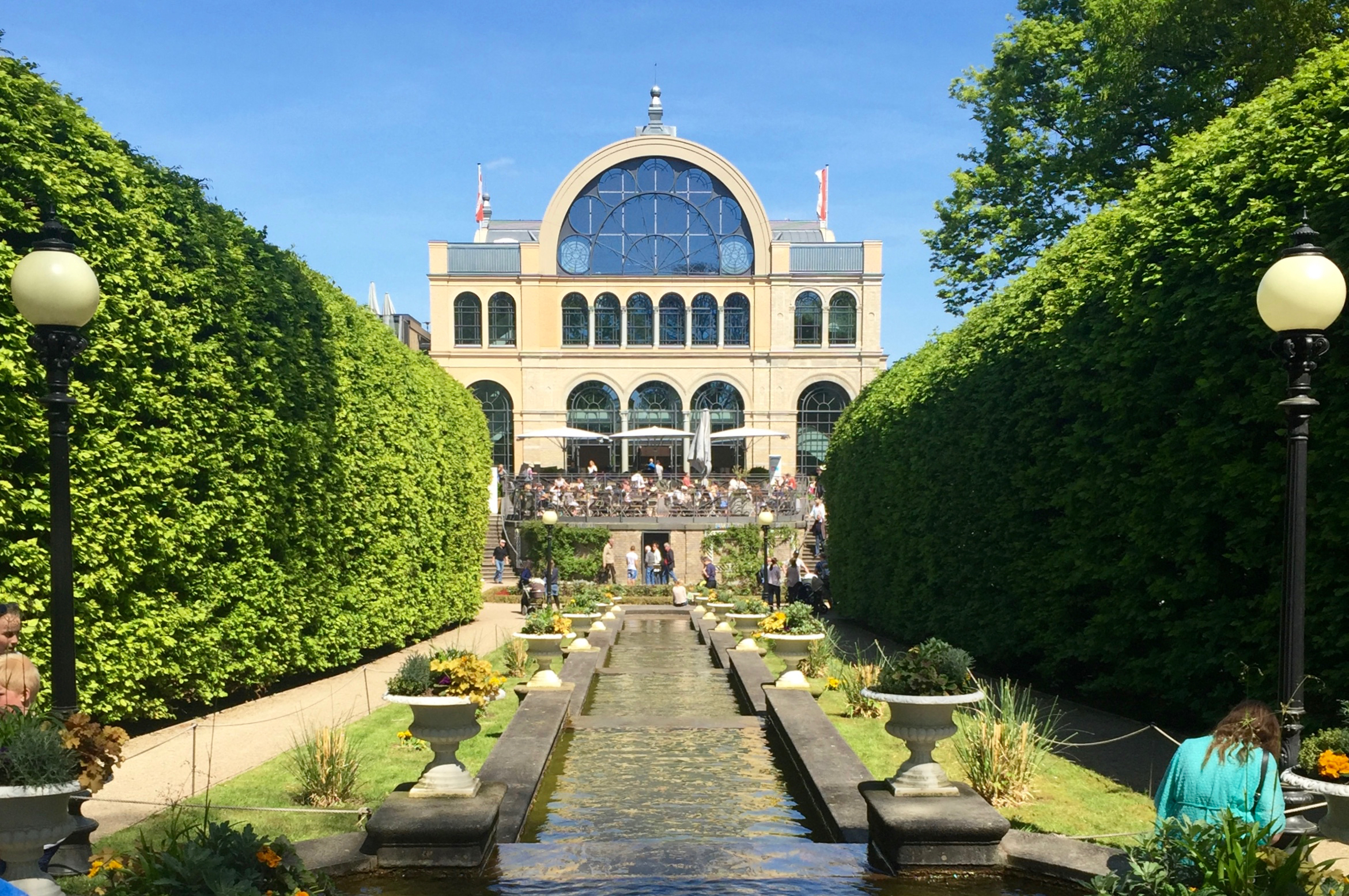
Gartenlokal Dank Augusta

### Kirchen und Schulen
Bis nach dem Zweiten Weltkrieg war Riehl – wie ganz Köln – ein überwiegend katholischer Stadtteil. Der großen katholischen Kirchengemeinde St. Engelbert stand eine relativ kleine evangelische Gemeinde gegenüber, die in der Kreuzkapelle auf der Stammheimer Straße beheimatet war. Während der Nazi-Zeit war hier eine so genannte Vertrauensstelle der evangelischen Kirche untergebracht. Sie betreute zum Protestantismus übergetretene Juden. Heute unterhält die Jüdische liberale Gemeinde Gescher Lamassoret im Souterrain der Kreuzkapelle ihre Synagoge.
Die örtliche Otfried-Preußler-Grundschule (früher: Volksschule) in der Garthestraße war und ist eine katholische Bekenntnisschule, neben der im selben Gebäude die Gemeinschafts-Grundschule Garthestraße existiert.
Des Weiteren gibt es an der Ecke Stammheimer Straße/Riehler Gürtel eine Montessori-Grundschule.
In Riehl gab es bis 2014 nur eine weiterführende Schule. In dem Schulgebäude in der Brehmstraße war bis 2010 eine Hauptschule und von 2010 bis 2014 die Gesamtschule Nippes untergebracht, die heute in Longerich ihren Sitz hat. Seit 2014 befindet sich in der Brehmstraße eine Förderschule für Sprache.

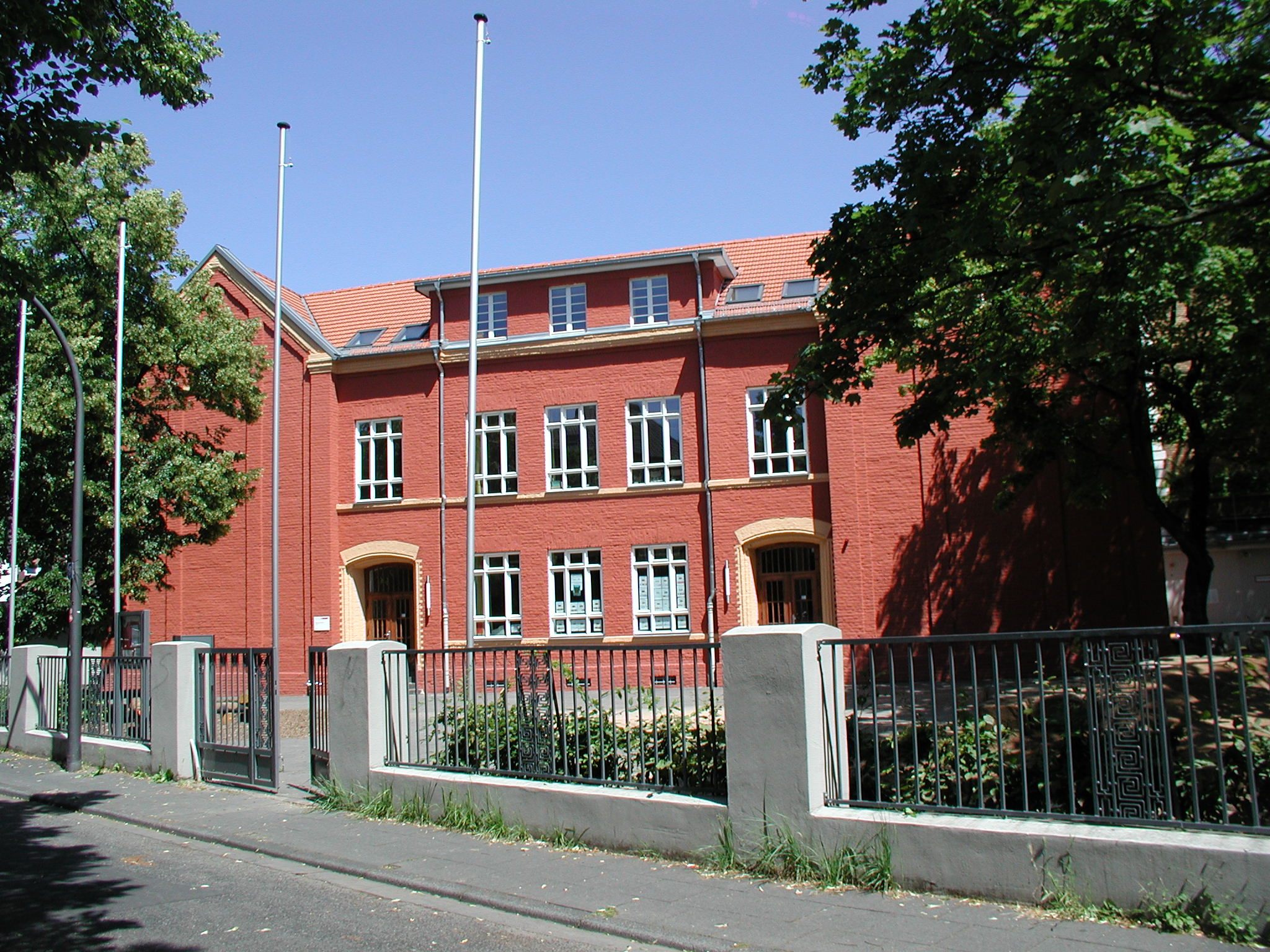
Montessori-Grundschule (Schulgebäude 1880)
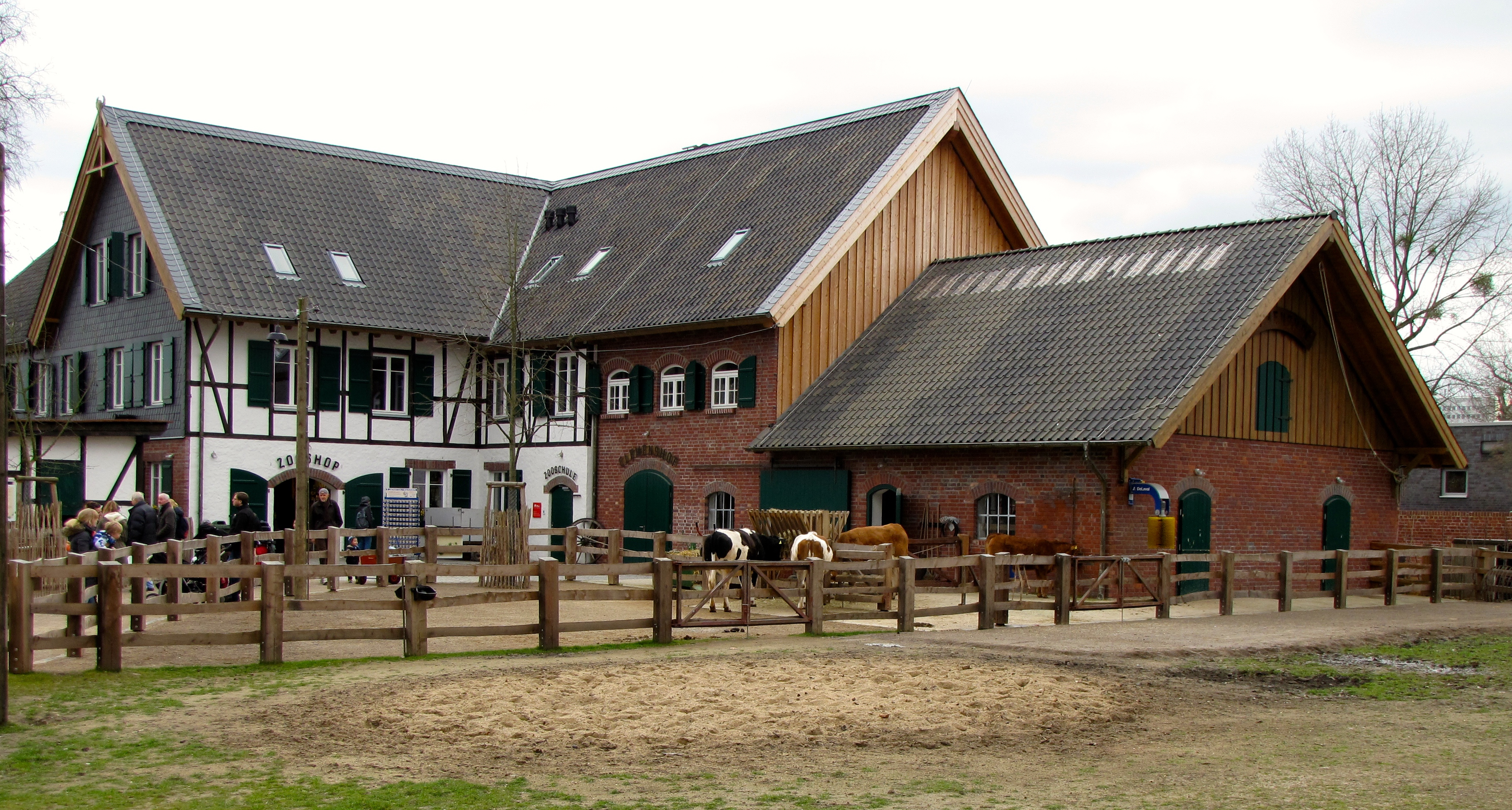
Zooschule im Clemenshof (2014)
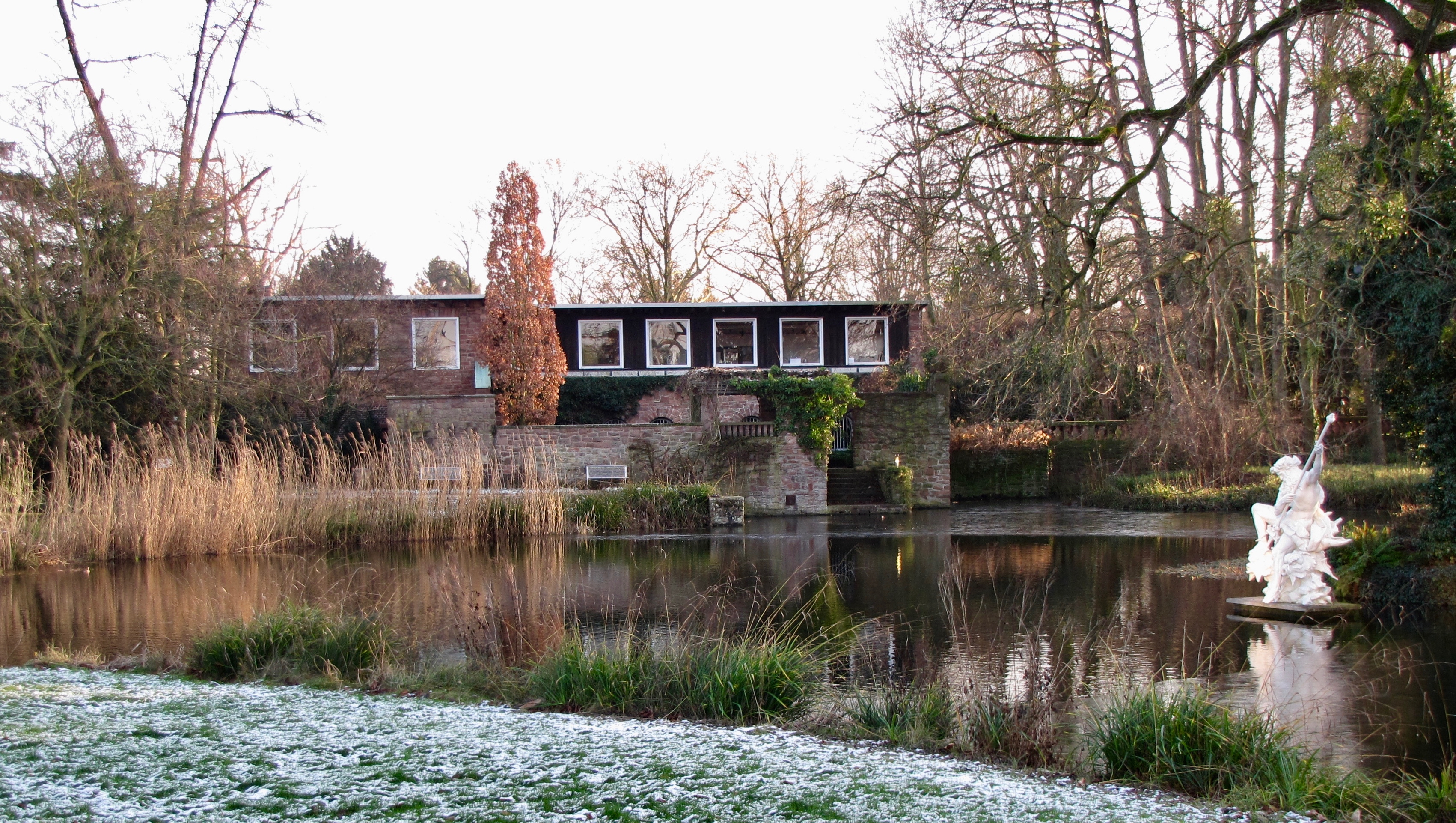
Grüne Schule Flora im Frauenrosenhof (1989)

Die erste Zooschule Europas wurde 1964 im Kölner Zoo eröffnet. 2014 hat die Zooschule Köln ihr 500 Quadratmeter großes Domizil im neu errichteten Clemenshof auf dem Gelände des Kölner Zoos bezogen. In der Zooschule werden jedes Jahr rund 20.000 Personen außerschulisch durch das direkte Naturerlebnis unterrichtet. Durch die 1984 eingerichtete Grüne Schule Flora wurde die Botanische Bildung von Schülern und Lehrern mit dem Botanischen Garten verbunden. Die Schule ist seit 1989 im Frauenrosenhof angesiedelt; der Unterricht findet allerdings bevorzugt im Gartengelände, den Schaugewächshäusern und den Schul- und Naschgärten statt. Das Zirkus- und Artistikzentrum Köln (ZAK) hat zusammen mit dem Kinder- und Jugendzirkus Wibbelstetz seit 2002 seinen Platz an der Riehler Aue gefunden.

## Wirtschaft

### Industrie
Im Zuge der Industrialisierung wurde Riehl – wie viele Orte, die damals außerhalb der Kölner Stadtmauern lagen – zu einem Standort für chemische und metallverarbeitende Werke. Zu den ersten Ansiedlungen zählte 1840 die Wöllner’sche Schwefelsäurefabrik an der Riehler Straße. Das Werk wurde 1881 von der J. W. Weiler & Cie. aus Ehrenfeld übernommen, die 1887 mit der Dr. E. ter Meer & Cie, Uerdingen verschmolz und später in der I.G. Farben aufging. Die Produktion in Riehl endete 1913 und wurde nach Uerdingen in den heute Chempark genannten Betrieb verlagert. Der später führende deutsche Hersteller von Schiffspropellern, die Schiffsschraubenfabrik Ostermann wurde 1890 in Riehl gegründet und unterhielt sein erstes Werk an der Boltensternstraße, in dem Propeller bis 20 Tonnen Gewicht hergestellt wurden. Wegen der schlechten Marktlage wurde der Betrieb in Riehl 1931 eingestellt; die Produktion in Ehrenfeld wurde bis 1992 fortgeführt. An der Amsterdamer Straße war seit 1910 das Kupferwerk Wahlen ansässig, das ab 1913 zur Brown, Boveri & Cie. (BBC) gehörte. Das Unternehmen wurde in Rheinische Draht- und Kabelwerke GmbH (Rheinkabel) umfirmiert und produzierte Bleikabel für Hochspannung und Telefonie. Die BBC fusionierte es 1970 mit der Südkabel. 1980 wurde das Werk geschlossen, das nach der Veränderung der Stadtteilgrenzen seit 1954 zu Niehl gehört hatte. Vor dem Ersten Weltkrieg unterhielten auch die Siemens-Schuckert-Werke ein Reparaturwerk in Riehl.
Die anderen Industriebetriebe waren nur von lokaler Bedeutung. Heinrich Auer richtete 1905 ein Sägewerk an der Riehler Straße ein. Das bis zum Zweiten Weltkrieg betriebene Unternehmen hatte seinen eigenen Hafen, um die mit Flößen transportierten Baumstämme anlanden und weiterverarbeiten zu können. An der der Ortsmitte zugewandten Seite der Riehler Straße siedelte der Fabrikant Wilhelm Hilgers eine Pechfabrik an, die allerdings schon 1912 der Zooerweiterung wich. Die Ziegelei Delfosse schuf an der Boltensternstraße eine tiefe Tongrube, die in den 1920er Jahren eine terrassierte Anlage der auf dem Gelände errichteten Naumannsiedlung notwendig machte.
Die Industrie konnte sich also nicht dauerhaft in Riehl etablieren und der Stadtteil nahm immer mehr den Charakter eines reinen Wohnviertels an.

### Dienstleistung
Größere Gewerbeflächen wurden in Riehl nur für die Verkehrsbetriebe und für einen Großmarkt eingerichtet. 1889 wurde ein Pferdebahndepot der Kölnischen Straßenbahn-Gesellschaft zwischen Riehler Straße und Niederländer Ufer errichtet. Es bot Platz für 115 Pferde und 61 Wagen. Der Betrieb wurde ab 1900 elektrifiziert und 1925 durch eine Wagenhalle für Autobusse ergänzt. 1956 ging er im Betriebshof Nord an der Ecke Boltensternstraße/Friedrich-Karl-Straße in Niehl auf. 1961 öffnete der Blumengroßmarkt in einem Neubau an der Barbarastraße. Heute bieten dort rund 100 Großhändler Schnittblumen, Topfpflanzen, Floristenbedarf und Baumschulware an.

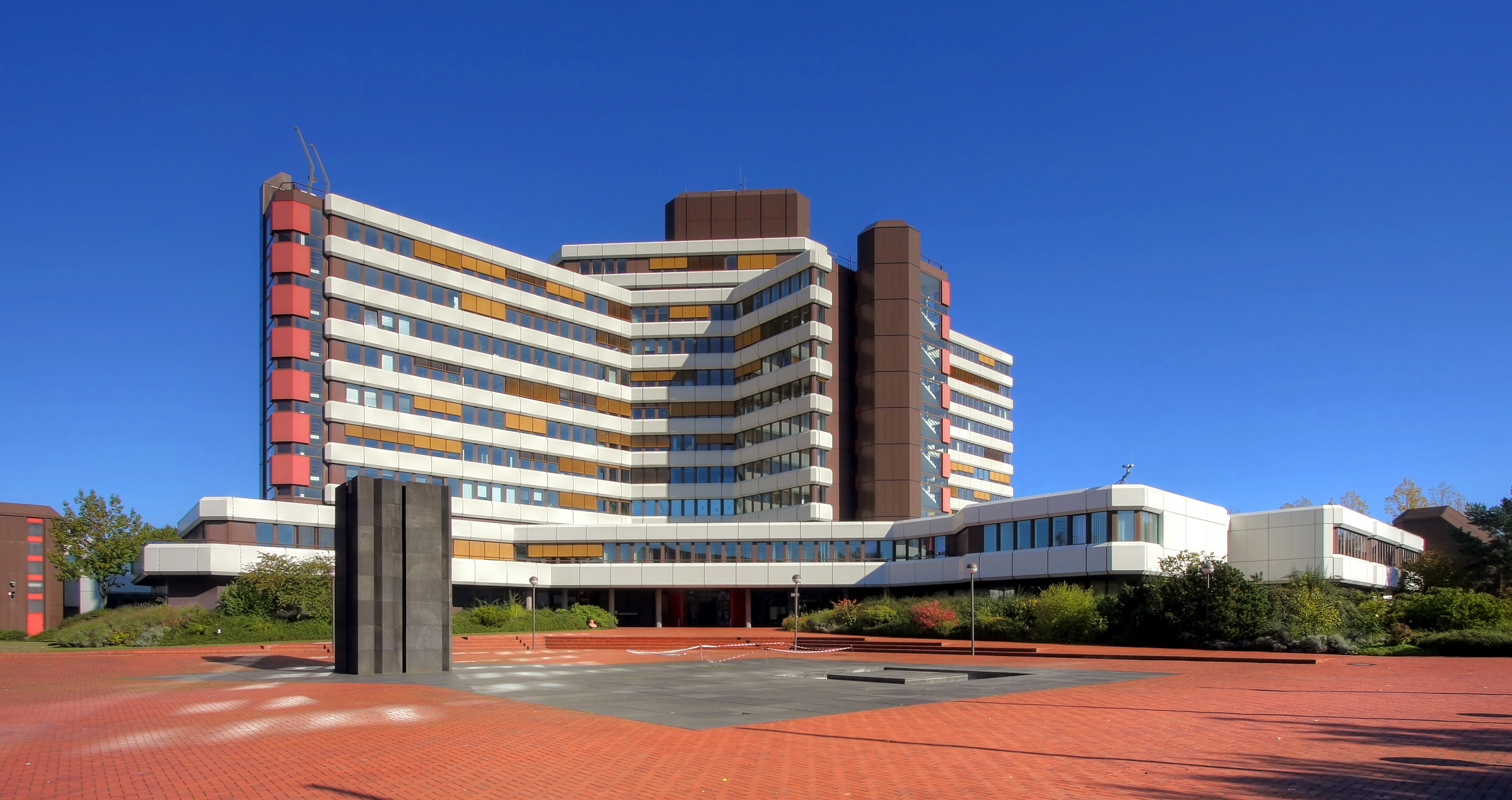
Bundesverwaltungsamt
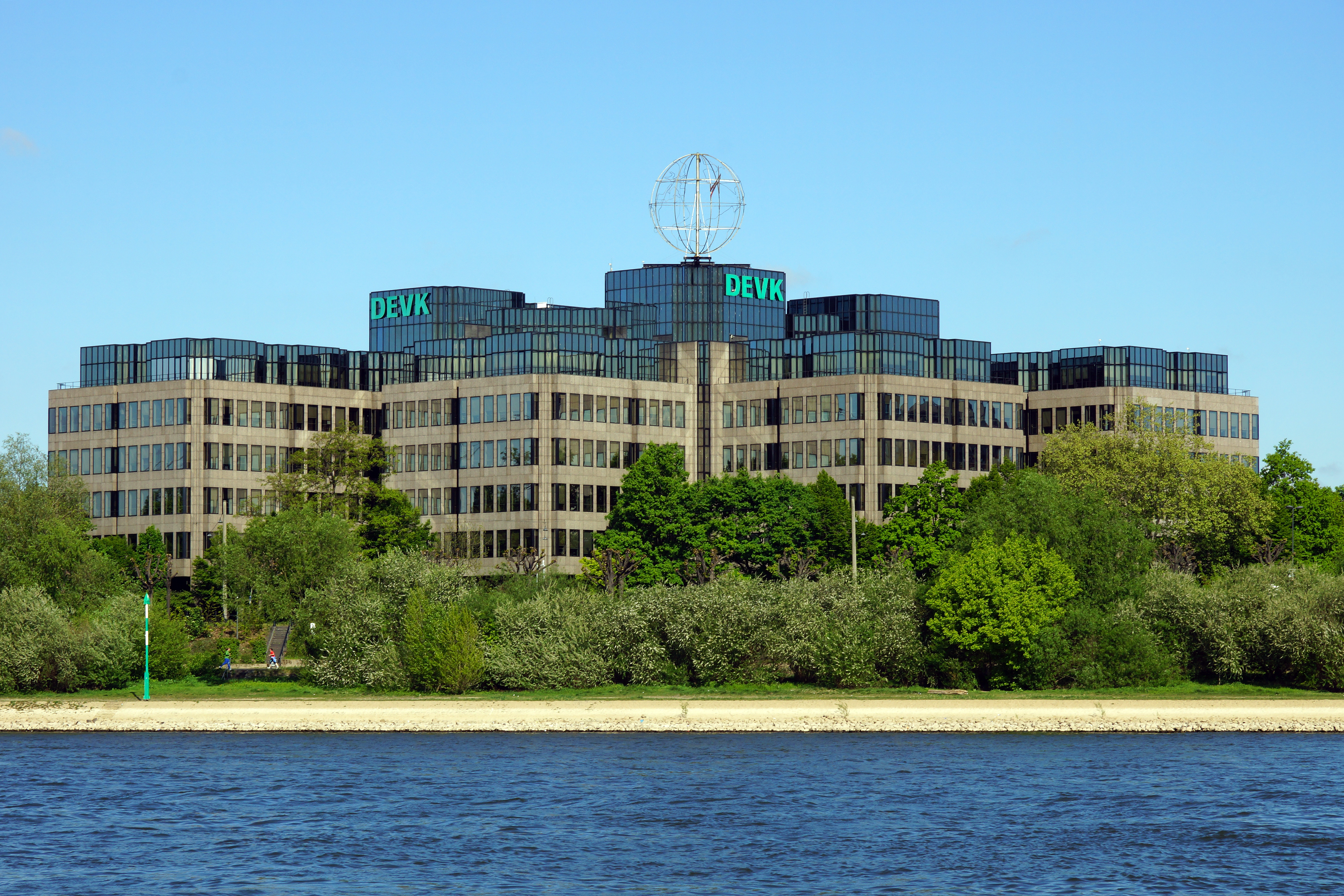
Hauptverwaltung DEVK
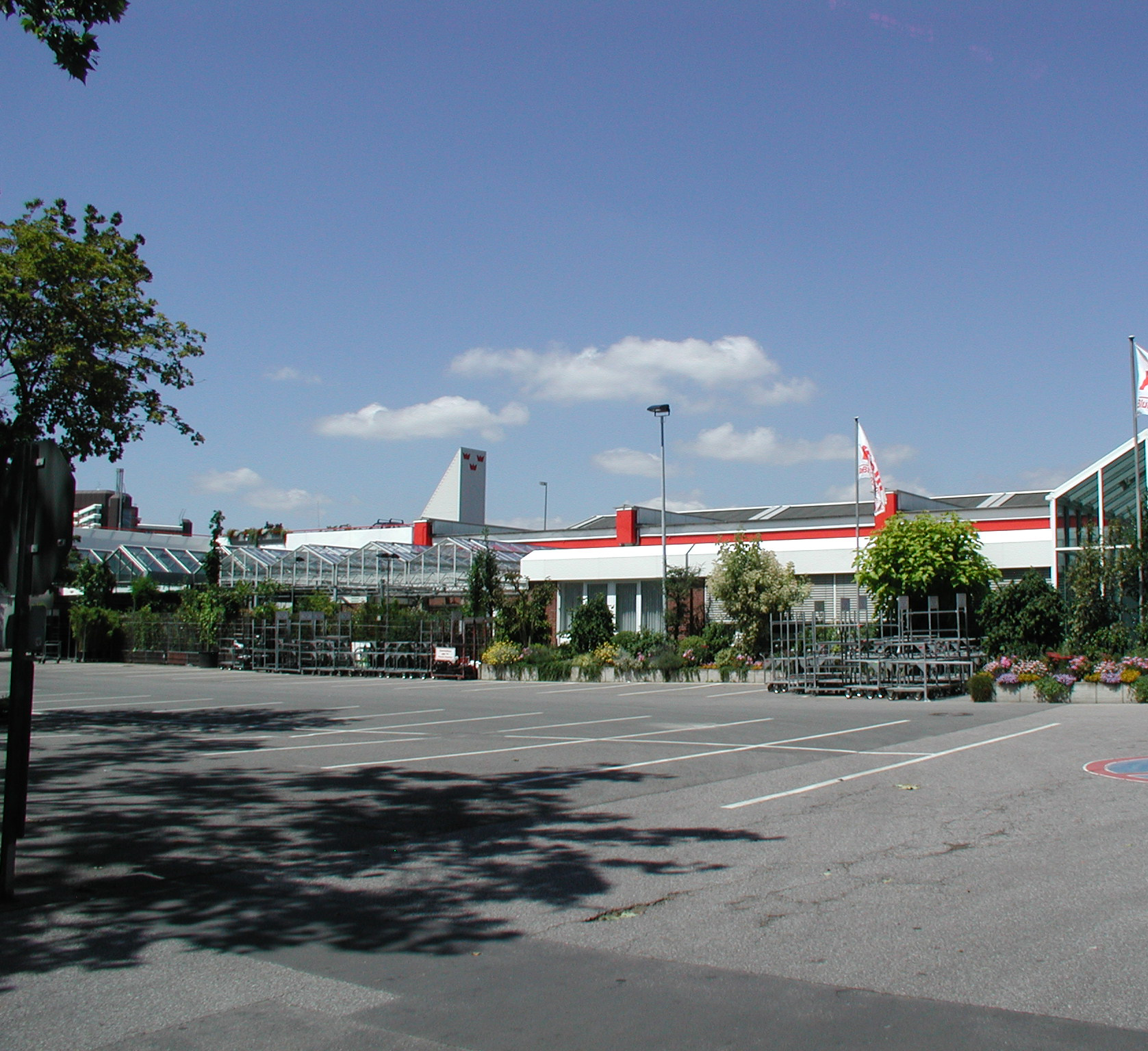
Blumengroßmarkt

In der Nachkriegszeit siedelten sich einzelne Verwaltungen in Riehl an, jedoch ohne dass Bürogebäude stadtteilprägend wurden.
Das Versorgungsamt Köln war von 1950 bis zu seiner Auflösung 2008 in Riehl auf dem Gelände und teilweise in den Gebäuden der ehemaligen Pionier-Kaserne An der Schanz untergebracht.
Zwei größere Verwaltungsbauten entstanden in Riehl in den 1980er Jahren. 1984 bezog das Bundesverwaltungsamt ein neues Gebäude an der Barbarastraße. Für die Bundesoberbehörde im Geschäftsbereich des Bundesministeriums des Innern sind in Riehl rund 1.000 Mitarbeiter tätig. Zum größten Arbeitgeber im Stadtteil hat sich die DEVK (Deutsche Eisenbahner-Versorgungs-Kasse) entwickelt, die ihren Hauptsitz seit 1984 in einem neuerrichteten Gebäude an der Riehler Straße hat. Die Versicherungsgesellschaft beschäftigt dort rund 1.600 Personen. Auf dem Versicherungsgebäude leuchtet seit dem Jahr 2000 eine mehrfarbig illuminierte Weltkugel des Künstlers HA Schult.

## Parkanlagen

### Zoologischer Garten

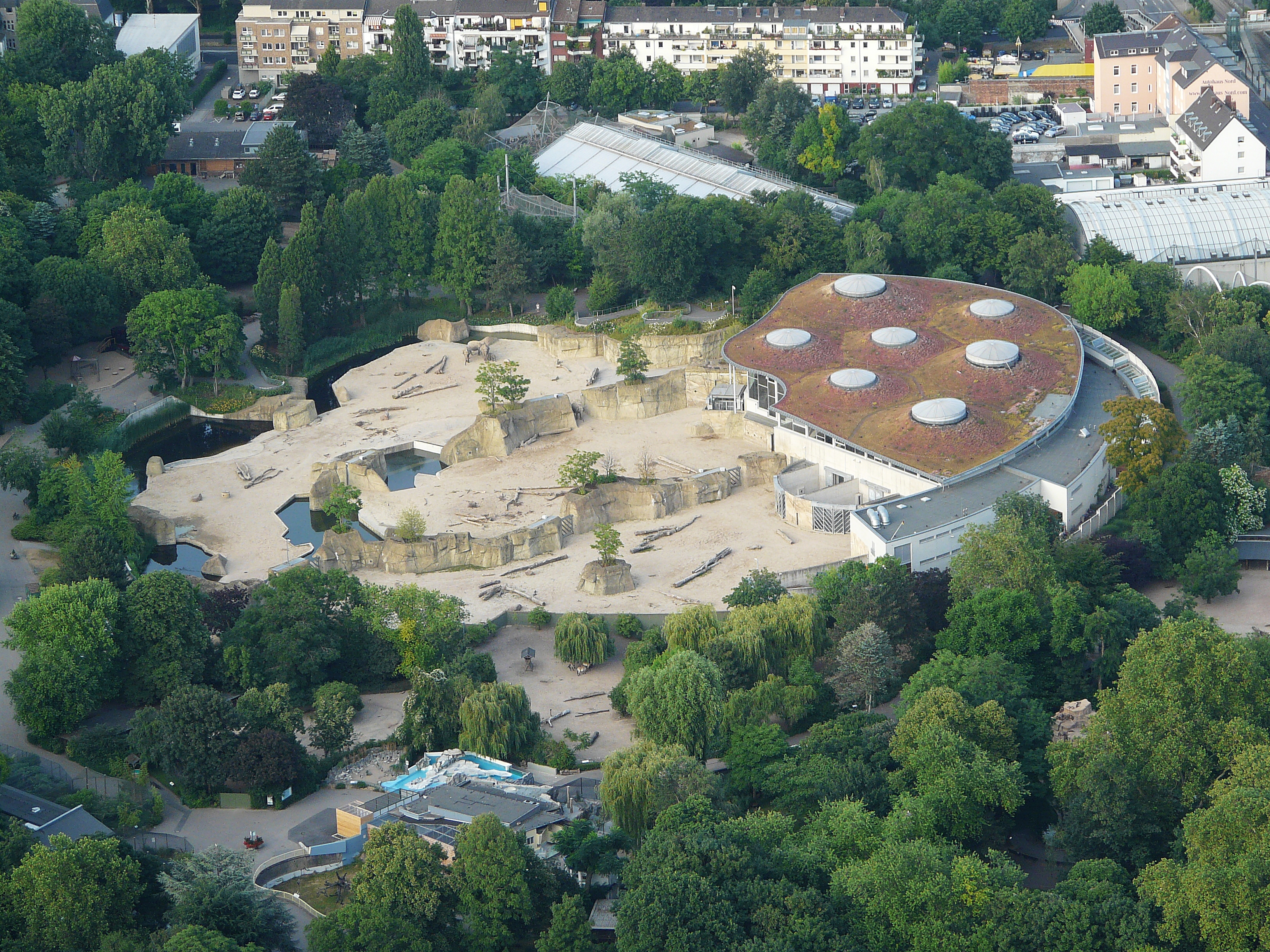
Sahara-Sand: der Elefantenpark

Der Kölner Zoo zeigt über 9.000 Tiere aus aller Welt in einer rund 20 Hektar großen Parklandschaft, die sich vom südlichen Rand bis zur Ortsmitte von Riehl erstreckt. Der gärtnerischen Gestaltung der Anlage gilt seit der Zoogründung 1860 das besondere Augenmerk der Zoodirektoren. Sie haben daher – dem wechselnden Zeitgeschmack entsprechend und dem wachsenden Verständnis für artgerechte Tierhaltung folgend – dem Zoologischen Garten eine vielfältige Gestalt gegeben, unter anderem durch ein System für Wasserläufe und Weiher (u. a. für Pelikane und Flamingos 1860/70), Tierhäuser in Maurischer Architektur (Antilopenhaus 1864), umfangreiche Baumpflanzungen (um 1880), Felsenanlagen (Affenfelsen 1914), gitterlose Gehege (u. a. Kamelpark 1936) sowie naturnah gestaltete Tierhäuser (Urwaldhaus 1985) und Großkatzenareale (u. a. für Löwen und Tiger 1963/64 sowie Leoparden und Schneeleoparden 1993/94). Die Präsentation der Flora und Fauna ganzer Ökosysteme wurde für den tropischen Regenwald (Tropenhaus 2000) und eine afrikanische Flusslandschaft (Hippodom 2010) umgesetzt. Knapp ein Zehntel der Zoo-Gesamtfläche nimmt der Elefantenpark (2004) ein, der optisch als mit Felsen durchzogene, mit Sahara-Sand gefüllte Fläche gestaltet ist.

### Flora und Botanischer Garten

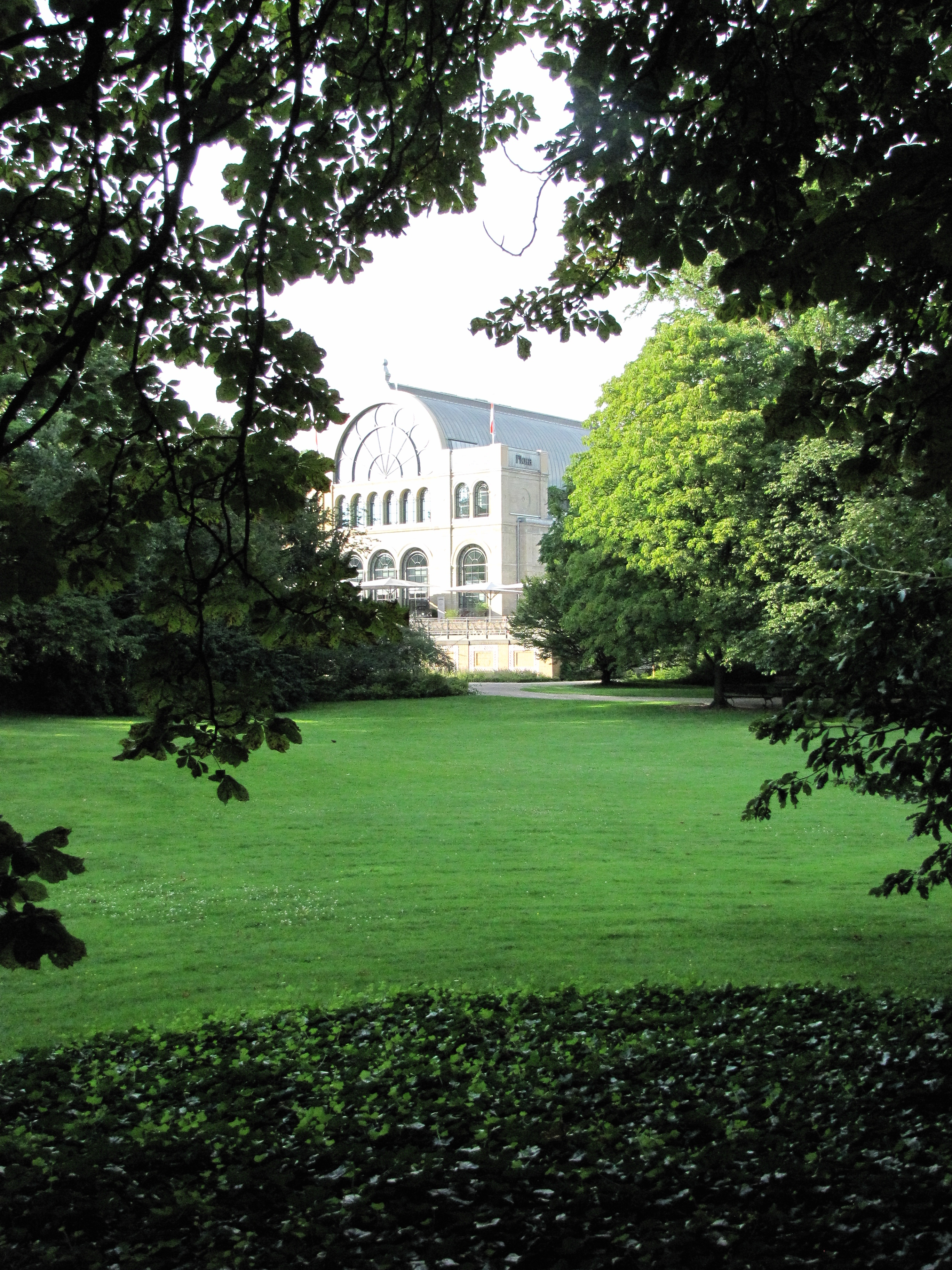
Englische Partie in der Flora

Der „Flora“ genannte Botanische Garten nimmt eine Fläche von 11,5 Hektar am südwestlichen Rand Riehls ein. Der vor 150 Jahren angelegte und vor 100 Jahren deutlich erweiterte Zier- und Schaugarten zeigt die Gartenkunst seit dem Historismus. Blickfang ist das Blumenparterre zwischen dem Haupteingang am Lennéplatz und dem palastartigen Festhaus. Fluchtpunkt im nördlichen Teil des Gartens ist das sich hinter einem Seerosenteich erhebende Alpinum, über das ein künstlicher Wasserfall fließt. In den letzten Jahrzehnten wurden die einzige ausgepflanzte Palmenallee Deutschlands, der Kamelienwald, der Duftgarten und der Dahliengarten angelegt. Die Flora kultiviert über 10.000 Pflanzenarten aus allen Vegetationsgebieten, die teilweise in den Schaugewächshäusern gezeigt werden. Zahlreiche Bäume, darunter ein Mammutbaum und eine Libanon-Zeder, stammen aus der Gründungszeit des Gartens und gehören damit zu den größten Gehölzen ihrer Art in Deutschland.

### Riehler Aue

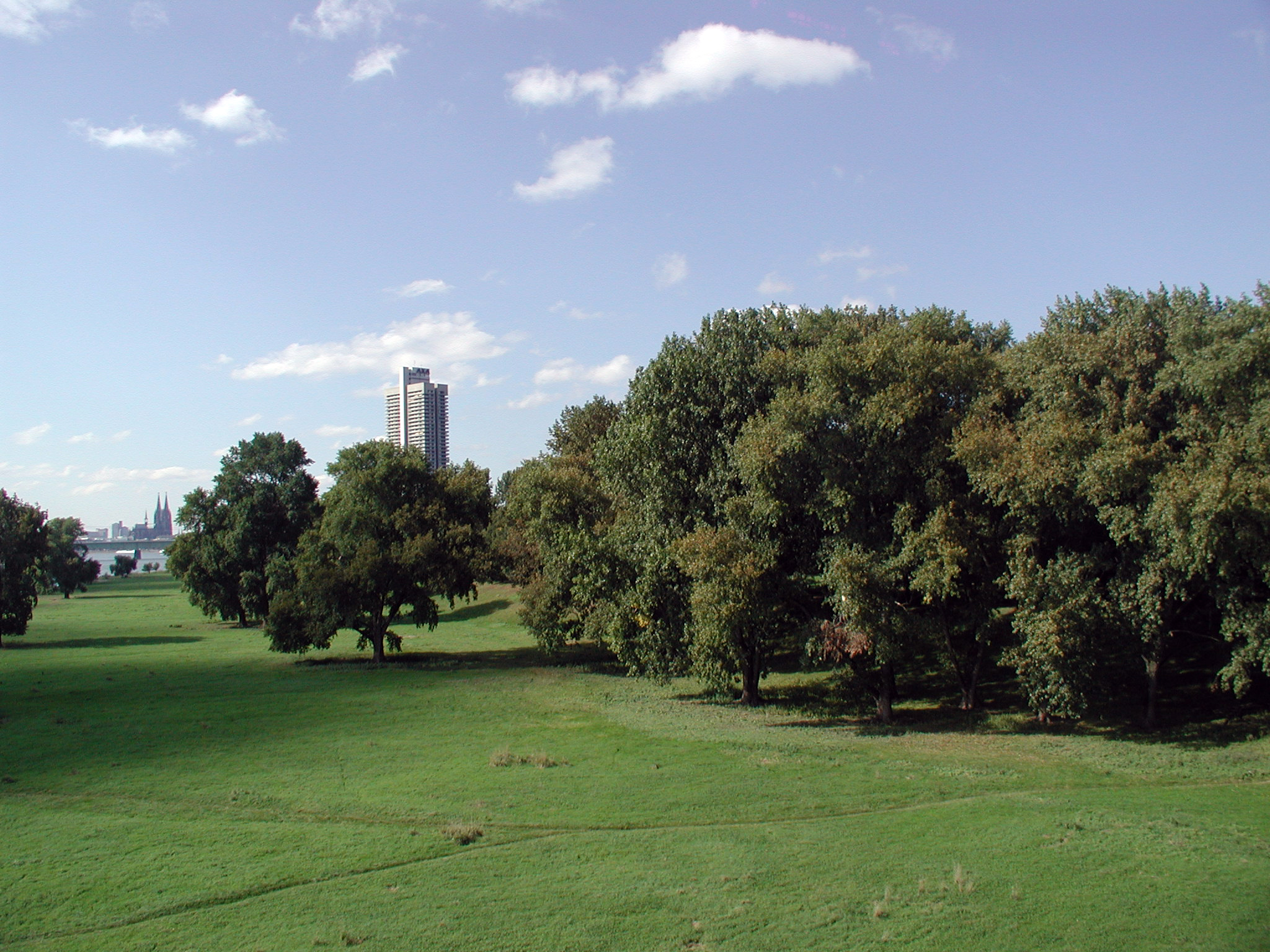
Blick über die „Riehler Aue“ nach Süden

Die Riehler Aue am Rheinufer erhielt ihre heutige topographische Form durch die Bundesgartenschau 1971. Das Gelände mit einer Gesamtfläche von rund 27 Hektar ist im südlichen Teil schmal und bietet hier Raum für einen als Allee bepflanzten Hochwasserdamm. Nördlich des Colonia-Hochhauses weitet es sich parkartig zu einer mit lockeren Baumgruppen bepflanzten Fläche, die gärtnerisch als typische Rheinauenlandschaft gestaltet wurde. Das Gelände hinter dem Hochwasserdamm war entweder schon 1955 durch angefüllten Trümmerschutt um etwa 8 Meter bis zur heutigen Dammhöhe erhöht und damit auf ein hochwassersicheres Niveau gebracht worden oder erst ab 1969 in Vorbereitung auf die Bundesgartenschau 1971.
Von 1971 bis zum Konkurs 1975 befand sich zwischen Mülheimer Brücke und Cranach-Wäldchen der Freizeitpark Kölner Tivoli. 1983 wurde die „Jugendgästehaus“ genannte Kölner Jugendherberge mit 400 Plätzen in der Riehler Aue errichtet. Zwei Jahre später wurde das dort gelegene alte Riehler Freibad „Rheinlust“ geschlossen; auf seiner Fläche wurde ein Biergarten angelegt.

## Sehenswürdigkeiten
- Kölner Zoo
- Flora (Köln)
- Kath. Pfarrkirche St. Engelbert
- Naumannsiedlung
- Kölner Rheinseilbahn
- Riehler Aue
- Liste der Baudenkmäler im Kölner Stadtteil Riehl